# Équipe cycliste masculine Movistar
Cet article concerne l'équipe masculine. Pour l'équipe féminine, voir Équipe cycliste féminine Movistar.
Pour les articles homonymes, voir Reynolds.
L'équipe cycliste Movistar est une formation espagnole de cyclisme professionnel sur route, intégrée au ProTour depuis sa création en 2005. Héritée des équipes Reynolds, Banesto et Caisse d'épargne, elles aussi dirigées par José Miguel Echavarri, c'est une des plus anciennes équipes du peloton (elle est présente depuis 1980) et l'une des plus titrées, notamment grâce à Pedro Delgado, Miguel Indurain, José María Jiménez, Alex Zülle, Francisco Mancebo ou plus récemment Alejandro Valverde et Nairo Quintana.
Au cours de son histoire, l'équipe a notamment remporté sept Tours de France, quatre Tours d'Italie et quatre Tours d'Espagne. Ses coureurs ont également gagné un titre olympique, quatre titres mondiaux et quatre fois la classique Liège-Bastogne-Liège.

## Historique des sponsors
L'équipe professionnelle nait en 1980 sous le nom d'une entreprise navarraise d'aluminium Reynolds, qui un an auparavant avait fait son entrée dans le monde du cyclisme en parrainant une équipe amateur dirigée par José Miguel Echavarri, alma mater de cette équipe.
En 1990, la banque espagnole Banesto devient le principal sponsor de l'équipe et lui donne son nom pendant douze années. En 2001, l'équipe prend le nom d'ibanesto.com.
La société Banesto cesse d'être le sponsor principal de l'équipe à la fin de l'année 2003 mais y reste associée en 2004. La Communauté autonome des îles Baléares s'engage jusqu'à la fin de l'année 2006 afin de s'offrir une publicité internationale susceptible de favoriser son tourisme. L'équipe prend le nom d'Illes Balears-Banesto en 2004. En mars 2005, la banque française Caisse d'épargne devient co-sponsor de l'équipe. Son engagement porte jusqu'en 2010. Elle devient sponsor principal en 2007, tandis que les îles Baléares ne prolongent pas au-delà de 2006.
La Caisse d'épargne annonce la fin de son engagement dans le cyclisme à la fin de l'année 2010.
Depuis 2011, l'équipe porte le nom de Team Movistar, le groupe de télécommunication Telefonica-Movistar étant devenu son principal sponsor.

## Équipe filiale
Movistar dispose d'une filiale dans le cyclisme amateur, la formation navarraise Lizarte-Cromados Oreja du Club Ciclista Galibier (es). Cette équipe espoirs a notamment permis aux coureurs Joseba Beloki, Isidro Nozal et Andrey Amador de rejoindre la formation professionnelle. En outre, en 2011, sponsorisée par Movistar, une équipe continentale sud-américaine est créée : la Movistar Team Continental. Néanmoins, elle disparaît à la fin de la saison 2012.

## Histoire de l'équipe

### Reynolds (1980-1989)

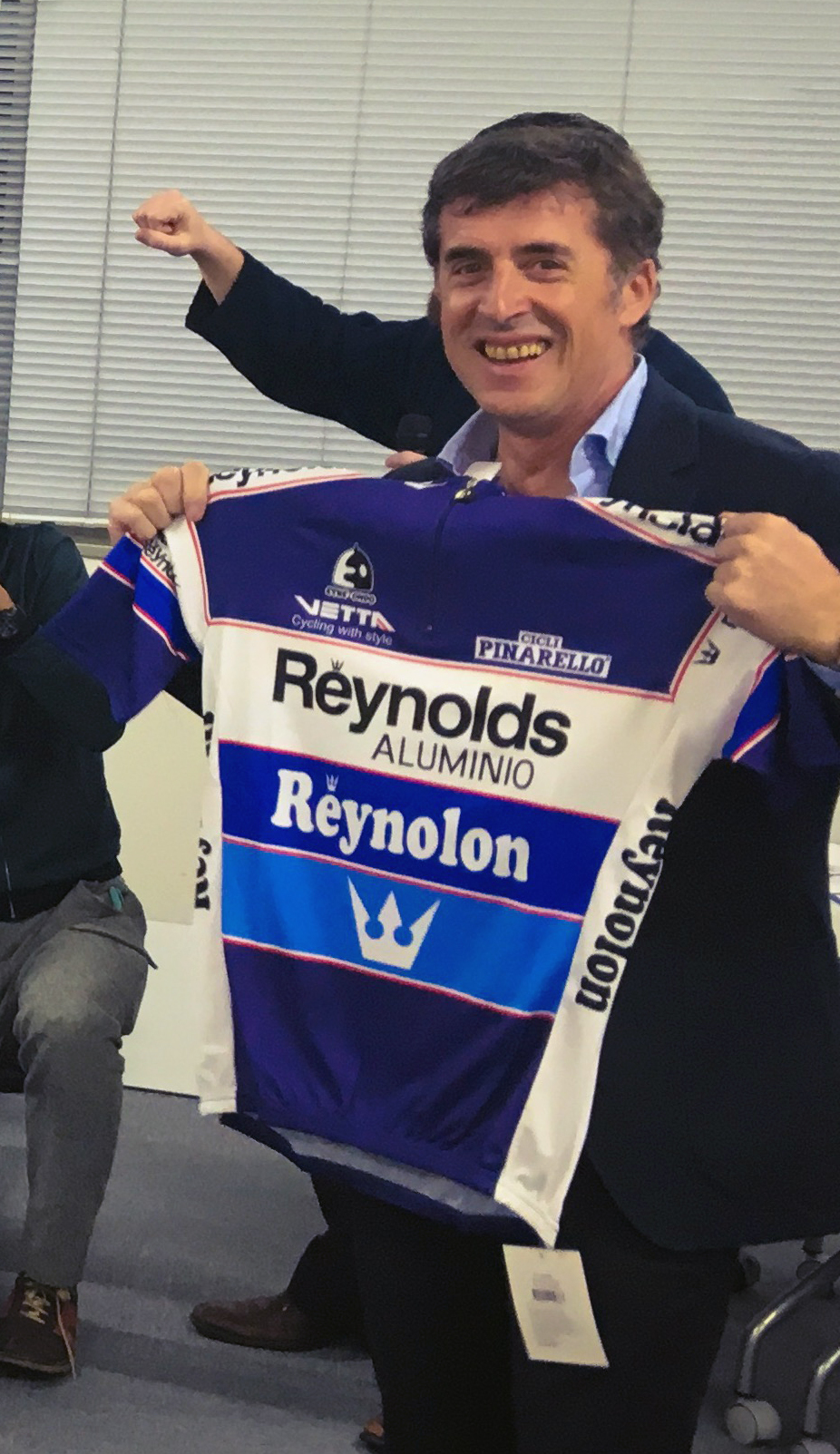
Pedro Delgado en 2016, avec un maillot de l'équipe cycliste Reynolds.

L'équipe est créée en 1980. Son principal chef de file durant les années 1980 est Pedro Delgado, qui obtient les meilleurs résultats avec ses victoires dans le Tour de France 1988 et dans le Tour d'Espagne 1989. On pourrait citer d'autres coureurs, tant pour leurs victoires que pour leur trajectoire remarquable, Marc Gomez, Ángel Arroyo, José Luis Laguía et Julián Gorospe.

### Banesto (1990-2003)

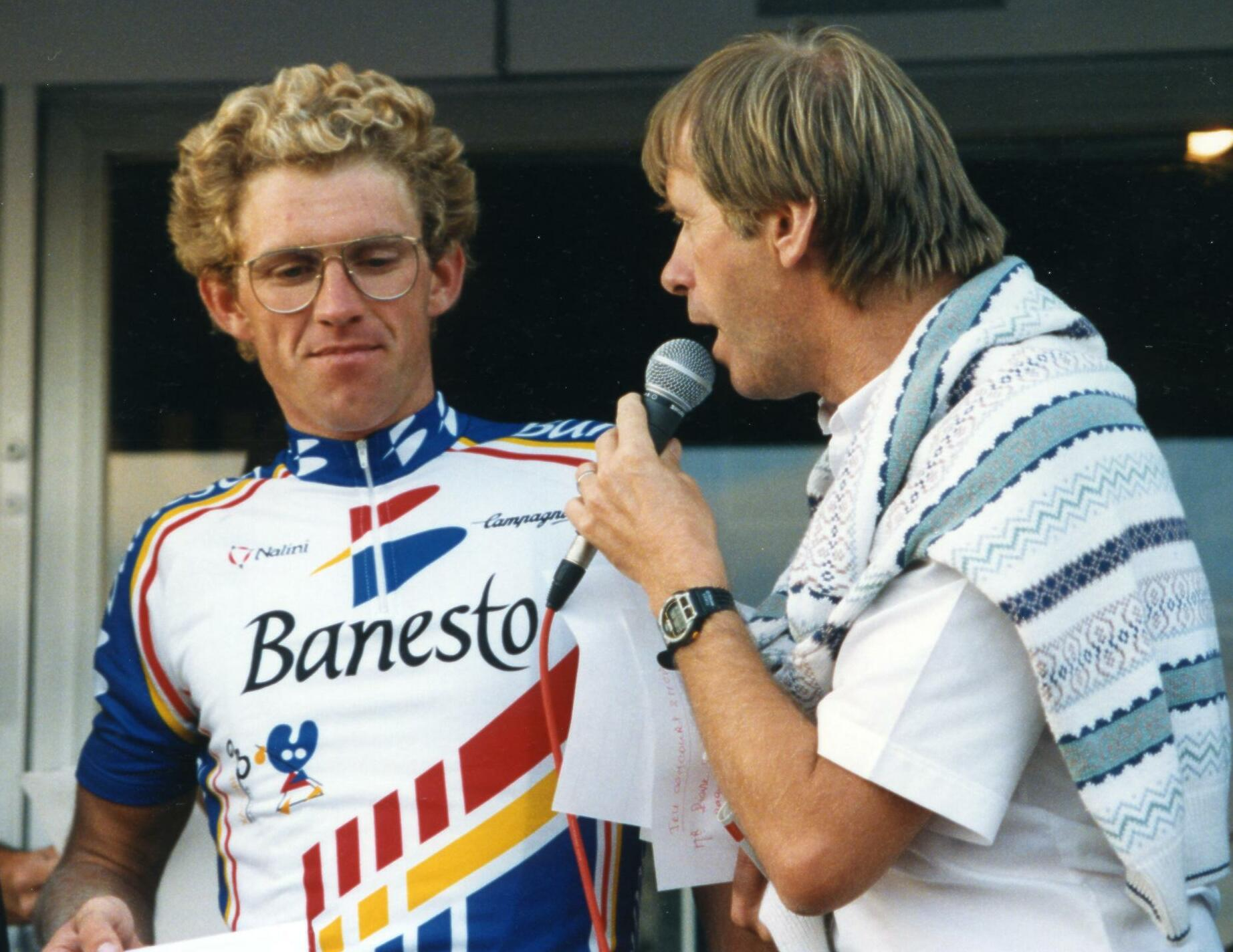
Gérard Rué avec le maillot Banesto en 1993

En 1990, c'est encore Pedro Delgado qui est le chef de file de cette équipe. Plus aussi fort qu'auparavant, il se classe quand même 4e du Tour de France 1990 et 2e de la Vuelta. L'année 1990 voit surtout la montée en puissance du Navarrais Miguel Indurain, qui, même si dévoué à Delgado dans le tour, remporte une étape de haute montagne (Luz-Ardiden) et se classe finalement 10e. Il confirme ses bons résultats en gagnant la Classique de Saint-Sébastien en août. La passation de pouvoir se fait vraiment dans le Tour de France 1991 : Indurain domine les deux chronos et impressionne dans la montagne. Par une gestion intelligente de la course, il gagne ce Tour de France, loin devant Delgado, 9e à plus de 20 minutes.
L'équipe se construit alors autour de Miguel Indurain qui peut compter sur des coéquipiers de qualité (Delgado, Gérard Rué, Jean-François Bernard). Entre 1991 et 1995, elle connaît ses plus belles années. On retient surtout les 5 victoires consécutives d'Indurain au Tour de France (1991-1995), ses deux victoires du Tour d'Italie (1992-1993), et du Critérium du Dauphiné libéré (1995, 1996). Jean-François Bernard apporte sa pierre à l'édifice en triomphant dans Paris-Nice 1992. À noter aussi le record de l'heure de Miguel Indurain en 1994 (53,040 km).
Ces années glorieuses couronnées de victoires dans les grands tours sont la marque d'un style nouveau de gestion des courses par étapes. Inspirée par Jacques Anquetil, la stratégie repose sur la domination dans les chronos et une gestion très attentive de la course par l'équipe qui donne des bons de sorties aux seuls coureurs considérés comme non menaçants pour le classement général. Miguel Indurain n'a alors qu'à finir le travail dans la fin de la dernière montée des étapes de haute montagne.
Cette stratégie est finalement mise à mal au Tour de France 1996, quand Bjarne Riis et son équipe Team Deutsche Telekom surclasse les Banesto en profitant en plus du déclin d'Indurain et du froid qui lui était peu propice. Une page se tourne pour la formation de José Miguel Echavarri quand son leader raccroche le vélo à la fin de l'année 1996. L'Espagnol Abraham Olano le remplace mais avec un succès moindre. Il triomphe tout de même dans le Tour d'Espagne 1998. Il rejoint finalement la ONCE en 1999. Alex Zülle, le dauphin de Miguel Indurain au Tour de France 1995, prend le relais. Arrivé seulement en mai car suspendu auparavant à cause de l'Affaire Festina, il ne démérite pas lors du Tour de France 1999, en faisant de bons chronos et en se classant 2e derrière Lance Armstrong qui gagne sa première grande boucle avec la très forte équipe US Postal Service.
Les leaders qui succèdent à Zülle ne sont pas de trempe à inquiéter Lance Armstrong, pour autant la Banesto des années 2000-2004 permet l'avènement des futurs outsiders de courses par étapes Leonardo Piepoli, Denis Menchov, Vladimir Karpets, du rouleur José Iván Gutiérrez et du spécialiste des classiques Juan Antonio Flecha. La Banesto se contente des seconds rôles durant ces quatre années, et en 2004 elle change de nom pour s'appeler Illes Balears-Banesto.

### Illes Balears (2004-2005)
L'équipe est gérée pour la saison 2004 par la société Abarca Sport, propriété de José Miguel Echavarri et Eusebio Unzué. Le sponsor principal est le Gouvernement des îles Baléares avec le soutien de Banesto pour la majeure partie de la saison et la Banco Santander lors du Tour de France. Compte tenu de ce nouveau sponsor principal, l'équipe enregistre les signatures de divers cyclistes originaires des îles, tels que Joan Horrach, Antonio Tauler et Antonio Colom. Vladimir Karpets remporte le maillot blanc en tant que meilleur jeune du Tour de France, tandis que Francisco Mancebo termine sur le podium du Tour d'Espagne et Denis Menchov remporte le Tour du Pays basque. L'équipe gagne des étapes sur les Tours d'Allemagne, du Portugal, de Catalogne, ainsi que Paris-Nice.
En 2005, la Caisse d'épargne, une banque française devient co-sponsor de l'équipe. L'équipe obtient des succès en Suisse, au Portugal et en Italie. Alejandro Valverde gagne une étape du Tour de France au col de Courchevel. En fin de saison, la Caisse d'Epargne prend la relève en tant que sponsor principal.

### Caisse d'Épargne (2006-2010)

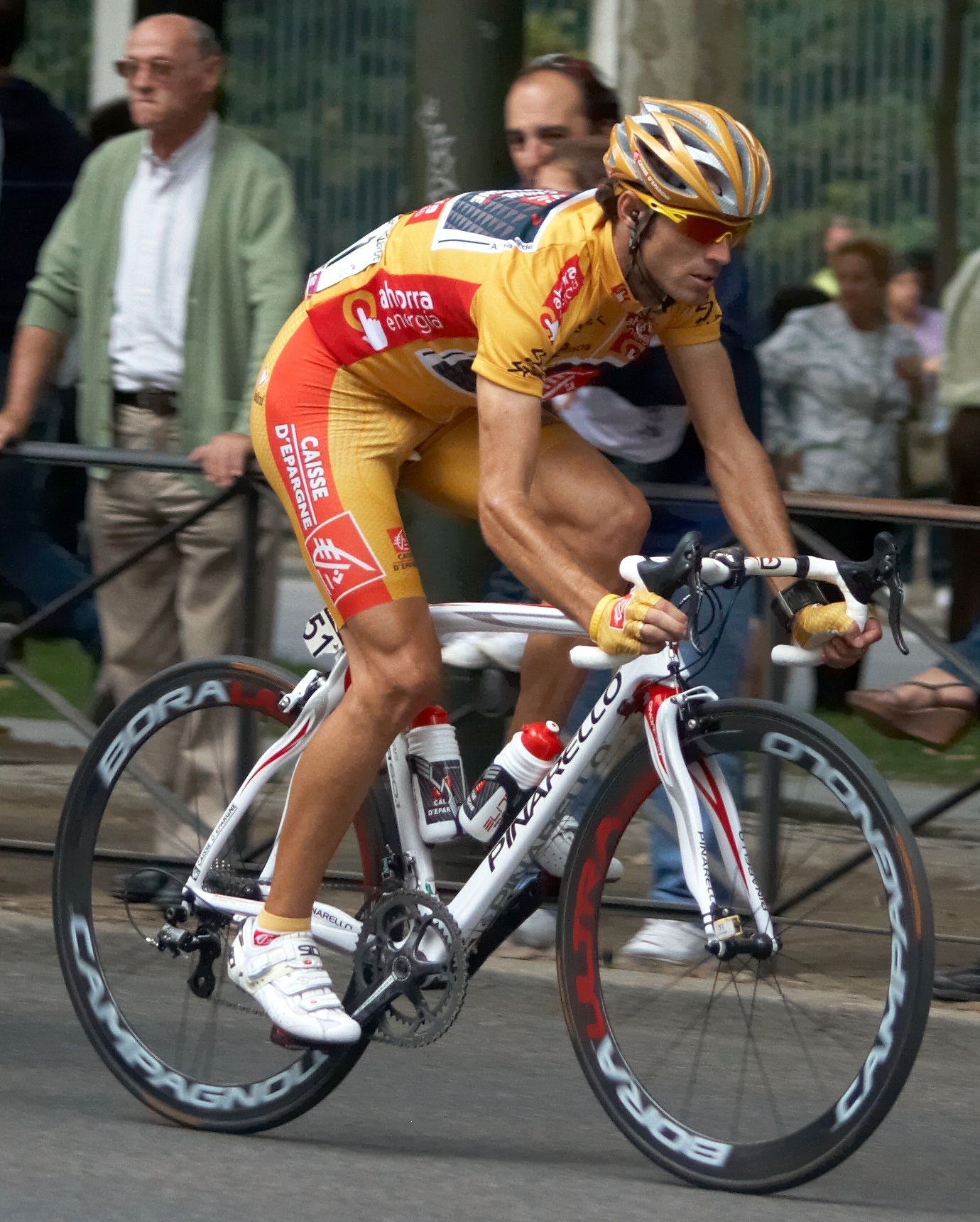
Alejandro Valverde avec le maillot de leader, lors de la dernière étape du Tour d'Espagne 2009.

La saison 2006 est une des plus réussies de l'histoire de l'équipe. Après le déclassement pour dopage de Floyd Landis, Óscar Pereiro remporte le Tour de France, le septième pour l'équipe. Alejandro Valverde clôt la saison en tant que vainqueur du classement UCI ProTour, tandis que l'équipe est deuxième du classement par équipes derrière le Team CSC. Au total, la Caisse d'Épargne termine avec un total de 25 victoires. Outre le classement général du Tour de France, elle obtient des victoires d'étapes sur le Tour d'Espagne (Alejandro Valverde) et le Tour d'Italie (Joan Horrach). Valverde gagne de nombreuses courses sur le circuit ProTour : une étape du Tour du Pays basque, une du Tour de Romandie, la Flèche wallonne et Liège-Bastogne-Liège. Joaquim Rodríguez s'impose sur une étape de Paris-Nice et Florent Brard est champion de France. La fin de saison est marquée par la mort du sprinteur Isaac Gálvez alors qu'il participe au Six Jours de Gand.
En 2007, la Caisse d'épargne devient sponsor unique à la suite du retrait du gouvernement des îles Baléares. Elle obtient un total de 29 victoires, avec notamment une étape du Tour d'Espagne pour Vladimir Efimkin, une étape sur Paris-Nice de Luis León Sánchez. Les coureurs de l'équipe remportent trois courses par étapes du ProTour : Vladimir Karpets gagne le Tour de Catalogne et le Tour de Suisse et José Iván Gutiérrez l'Eneco Tour. José Iván Gutiérrez et Joaquim Rodríguez remportent les deux titres de champion d'Espagne.
Lors de l'année 2008, l'équipe remporte les deux classements UCI ProTour, grâce à Alejandro Valverde. Elle obtient un total de 26 victoires, avec notamment les victoires d'étapes sur le Tour de France d'Alejandro Valverde et de Luis León Sánchez et sur le Tour d'Espagne d'Alejandro Valverde, Imanol Erviti et David Arroyo. En outre, Valverde gagne deux étapes et le classement général du Critérium du Dauphiné libéré, Liège-Bastogne-Liège et la Classique de Saint-Sébastien. José Iván Gutiérrez s'impose sur l'Eneco Tour pour la deuxième année consécutive. Gutiérrez et Valverde remportent les deux titres de champion d'Espagne.
En 2009, Joaquim Rodríguez décide de ne pas renouveler son contrat et signe avec l'équipe Katusha, où il deviendra numéro un mondial. Onze ans après le triomphe d'Olano, l'équipe remporte à nouveau le Tour d'Espagne avec Alejandro Valverde. Elle termine la saison en tant que deuxième meilleure équipe du peloton mondial, place qu'occupe également Valverde au classement individuel, derrière Alberto Contador. Au total, elle comptabilise 24 victoires dont Paris-Nice (Luis León Sánchez), le Tour de Catalogne et le Critérium du Dauphiné libéré (Valverde).

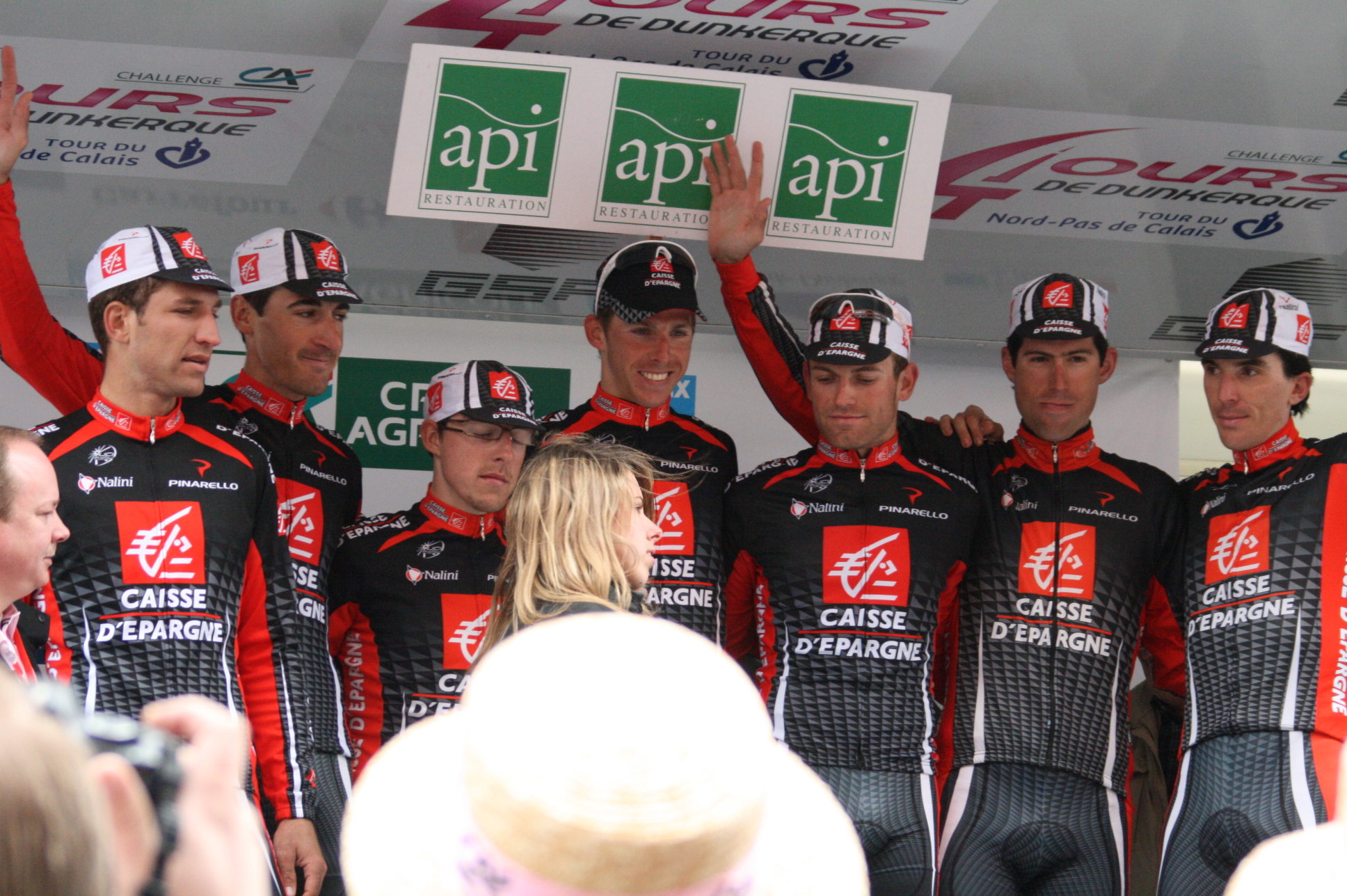
L'équipe Caisse d'Épargne sur le podium de la 5e étape des Quatre Jours de Dunkerque 2010

En janvier 2010, la société Caisse d'Epargne annonce qu'elle ne renouvelle pas son sponsoring de l'équipe qui expire à la fin de la saison. Luis León Sánchez se classe deuxième de la première course du calendrier mondial, le Tour Down Under, en janvier, et y remporte une étape. Le mois suivant, Alejandro Valverde gagne le Tour méditerranéen. Lors de la première grande course par étapes au calendrier mondial, Paris-Nice, Valverde et Sánchez prennent les deuxième et troisième places du classement général, derrière Alberto Contador. Valverde remporte le Tour de Romandie à l'issue de la dernière étape, dépossédant Michael Rogers du maillot jaune. Cependant, le 31 mai 2010, le TAS le suspend pour deux ans en raison de son implication dans l'affaire Puerto et il perd tous ses résultats acquis depuis le début de saison. En mai, David Arroyo termine deuxième du Tour d'Italie, après avoir porté le maillot rose pendant cinq jours. Elle ne remporte pas d'étape sur le Tour de France, malgré les diverses tentatives de Luis León Sánchez et Christophe Moreau. Une semaine après le Tour, Luis León Sánchez gagne la Classique de Saint-Sébastien, tandis que David López s'adjuge la neuvième étape du Tour d'Espagne. Luis Leon Sanchez quitte l'équipe et rejoint Rabobank en 2011.

### Movistar (depuis 2011)

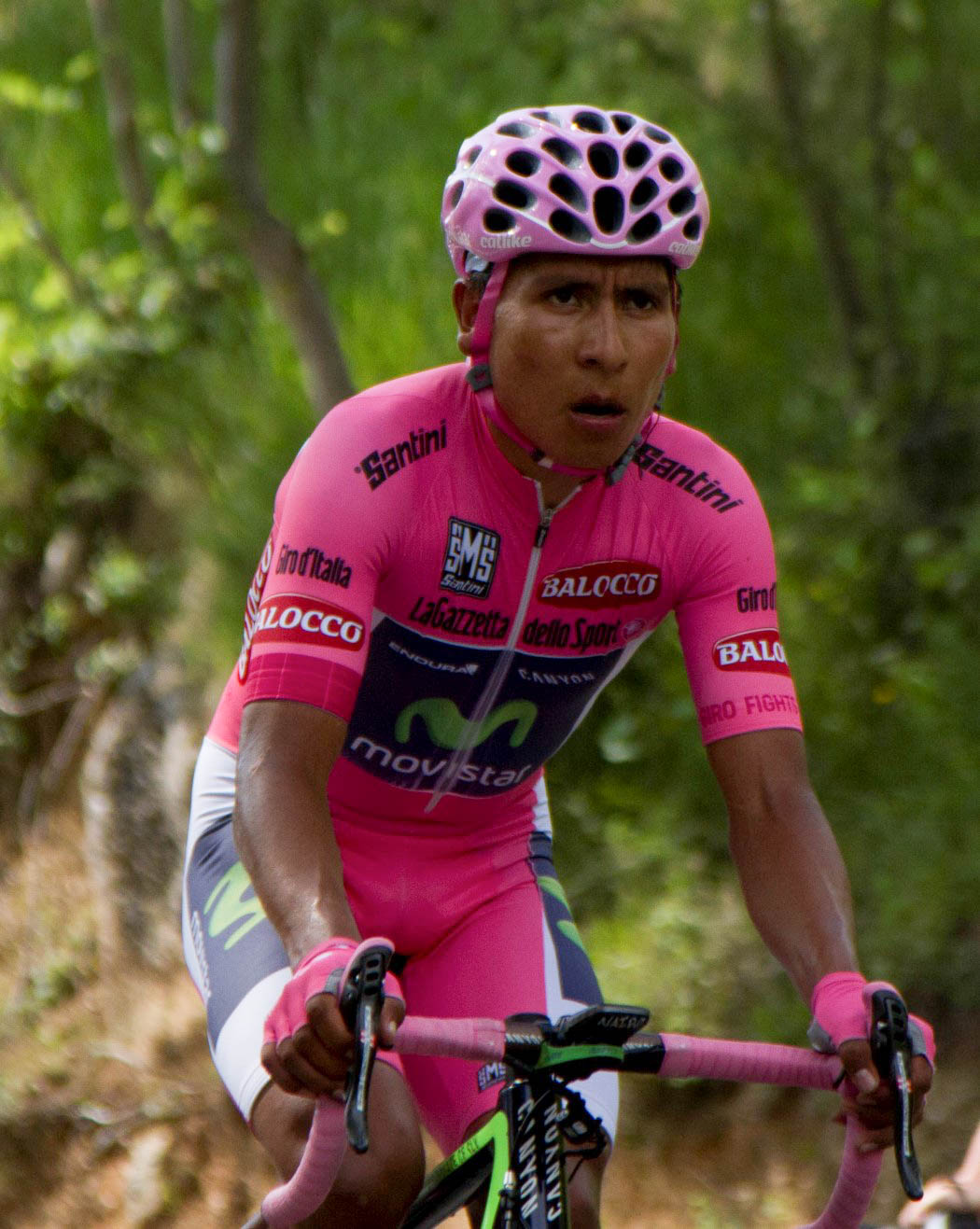
Quintana avec le maillot rose sur le Tour d'Italie 2014.

En 2011, l'équipe est renommée Movistar Team avec l'arrivée du nouveau sponsor Movistar. Vasil Kiryienka gagne une étape du Tour d'Italie. Suspendu provisoirement pour dopage, le Portugais Rui Costa revient dans l'équipe le 1er avril après avoir été blanchi. Xavier Tondo, nouveau leader de l'équipe pour le Tour de France, meurt accidentellement le 23 mai, lors du stage en altitude de son équipe, écrasé par une porte de garage. José Joaquín Rojas devient champion d'Espagne et termine deuxième du classement par points du Tour de France, où Rui Costa remporte une étape. Pablo Lastras s'impose lors de la 3e étape du Tour d'Espagne et porte le maillot rouge de leader du général pendant une journée.
Après une saison 2011 marqué par les drames (décès de Xavier Tondo et le grave accident de Mauricio Soler sur le Tour de Suisse), la saison 2012 est marquée par le retour à la compétition d'Alejandro Valverde, après sa suspension pour dopage de deux ans. Elle obtient 29 victoires tout au long de la saison avec 12 cyclistes différents et se classe à la cinquième place à l'UCI World Tour. Elle est la seule équipe à remporter, pour la deuxième fois consécutive, des étapes sur les trois grands tours. Valverde revient aussi fort qu'avant sa suspension : succès d'étapes sur le Tour de France, le Tour d'Espagne, Paris-Nice et le Tour Down Under, deuxième du général de la Vuelta et troisième des mondiaux. Rui Costa confirme son statut avec sa victoire au général du Tour de Suisse. Cette année est également marquée par la révélation du grimpeur colombien Nairo Quintana, vainqueur d'une étape du Critérium du Dauphiné et de la Route du Sud.
La saison 2013 est à nouveau très réussie. L'équipe termine numéro une mondiale et obtient 32 succès. Nairo Quintana s'annonce comme l'un des grands grimpeurs avec sa victoire au classement général du Tour du Pays basque et sa deuxième place sur le Tour de France, où il est également meilleur grimpeur et meilleur jeune, après une dernière semaine où il a terminé plus fort que le vainqueur Christopher Froome. Toujours sur le Tour, Rui Costa remporte deux étapes. L'équipe a également réalisé de bonnes performances sur le Tour d'Italie avec quatre victoires d'étapes (deux pour Giovanni Visconti (dont celle se terminant au col du Galibier dans des conditions dantesques), le contre-la-montre pour Alex Dowsett et moyenne-montagne pour Beñat Intxausti, qui a porté le maillot rose pendant une journée). Jesús Herrada devient champion d'Espagne, tandis que Valverde se classe troisième du Tour d'Espagne. Intxausti remporte le Tour de Pékin, la dernière course World Tour de l'année. À Florence, en Italie, Rui Costa devient champion du monde, alors que Valverde termine troisième.
Pour la saison 2014, l'équipe annonce qu'elle change de fournisseur de vélos, passant de Pinarello à Canyon Bicycles. Le sponsor Movistar remporte son premier grand tour grâce à Nairo Quintana vainqueur du Tour d'Italie. Il remporte également deux étapes et le classement des jeunes. C'est le premier grand tour de l'équipe depuis 2009. L'équipe décroche pour la deuxième année consécutive l'UCI World Tour par équipes grâce à ses 34 victoires. Alejandro Valverde termine numéro 1 mondial avec 11 victoires, dont la Flèche wallonne, la Classique de Saint-Sébastien, une étape du Tour d'Espagne et le championnat d'Espagne du contre-la-montre. Il est également troisième de la Vuelta et des mondiaux.

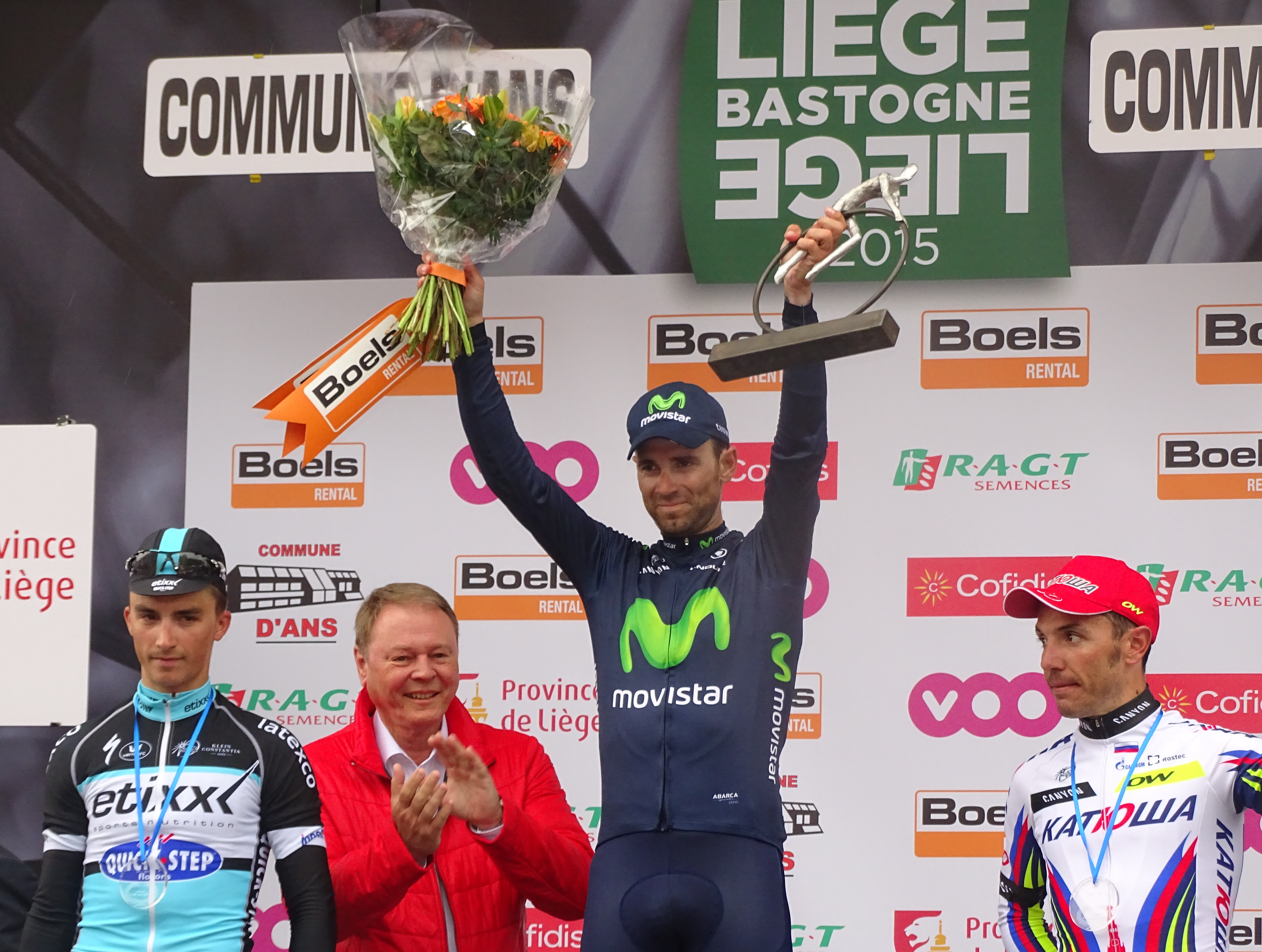
Alejandro Valverde sur le podium après sa victoire sur Liège-Bastogne-Liège 2015

En 2015, Movistar est vainqueur de l'UCI World Tour pour la troisième année consécutive. Elle place deux coureurs sur le podium du Tour de France avec Quintana et Valverde et gagne les classements par équipes du Tour et du Tour d'Espagne. Andrey Amador brille sur le Tour d'Italie (4e), où Visconti obtient le maillot de meilleur grimpeur. Quintana gagne Tirreno-Adriatico, Adriano Malori est vice-champion du monde du contre-la-montre et Movistar décroche le bronze du contre-la-montre par équipes. Valverde remporte trois étapes du Tour de Catalogne, la Flèche wallonne et Liège-Bastogne-Liège pour la troisième fois. Il est également champion d'Espagne et lauréat d'une étape et du classement par points du Tour d'Espagne. Marc Soler remporte le Tour de l'Avenir et Alex Dowsett bat 21 ans après Indurain, le record de l'heure.
En 2016, bien que l'équipe ne réalise pas son objectif principal avec la victoire sur le Tour de France - Nairo Quintana termine troisième et Ion Izagirre sauve l'honneur avec une victoire d'étape à Morzine - la saison est l'une des meilleures de son histoire. L'équipe obtient une quatrième victoire consécutive dans l'UCI World Tour, un record de succès égalé (36, comme Banesto en 1998, avec 14 cyclistes différents), le 14e succès dans un grand tour pour l'équipe d'Unzué, avec Quintana vainqueur du Tour d'Espagne, ainsi que des succès dans les courses comme la Flèche wallonne (Valverde), le Tour de Romandie et le Tour de Catalogne (Quintana). Il faut ajouter le titre européen du contre-la-montre pour Jonathan Castroviejo, également médaillé de bronze aux mondiaux de la spécialité. En septembre, Telefónica, la maison mère de Movistar renouvelle son engagement jusqu'à la fin de l'année 2019.
La saison 2017 est contrastée. L'équipe réalise le meilleur premier semestre de son histoire et une seconde partie de saison décevante, en raison de la chute d'Alejandro Valverde lors de la première étape du Tour de France, le 1er juillet à Düsseldorf. Avant cela, l'équipe compte près de trente victoires, grâce à Valverde qui à 37 ans réalise sa meilleure année (11 victoires en avril, dont le Tour de Murcie, le Tour d'Andalousie, le Tour de Catalogne, le Tour du Pays basque, la Flèche wallonne et Liège-Bastogne-Liège). Gorka Izagirre et Nairo Quintana gagnent une étape du Tour d'Italie. Movistar remporte le classement par équipes et Quintana se classe deuxième du général à 31 secondes de Tom Dumoulin. Le deuxième semestre est plus difficile, malgré les promesses montrées par les jeunes Marc Soler et Richard Carapaz. Pour la première fois depuis 2012, l'équipe ne remporte pas le classement par équipes de l'2017 et doit se contenter d'une sixième place.
L'année 2018 voit l'équipe briller sur les épreuves d'une semaine, mais ses coureurs déçoivent sur les classiques et les grands tours. Alejandro Valverde obtient 14 succès, dont le Tour d'Abou Dabi, le Tour de Catalogne, deux étapes et le classement par points du Tour d'Espagne. Il devient également champion du monde à Innsbruck en battant au sprint Romain Bardet et Michael Woods. Marc Soler remporte Paris-Nice, tandis que Richard Carapaz gagne une étape et se classe quatrième du Tour d'Italie. Les deux leaders pour les grands tours Mikel Landa et Nairo Quintana ne parviennent pas à viser la victoire au général, mais Quintana gagne une étape du Tour de France. Movistar gagne les classements par équipes du Tour et de la Vuelta. L'équipe compte finalement 26 victoires et prend la huitième place au classement World Tour.

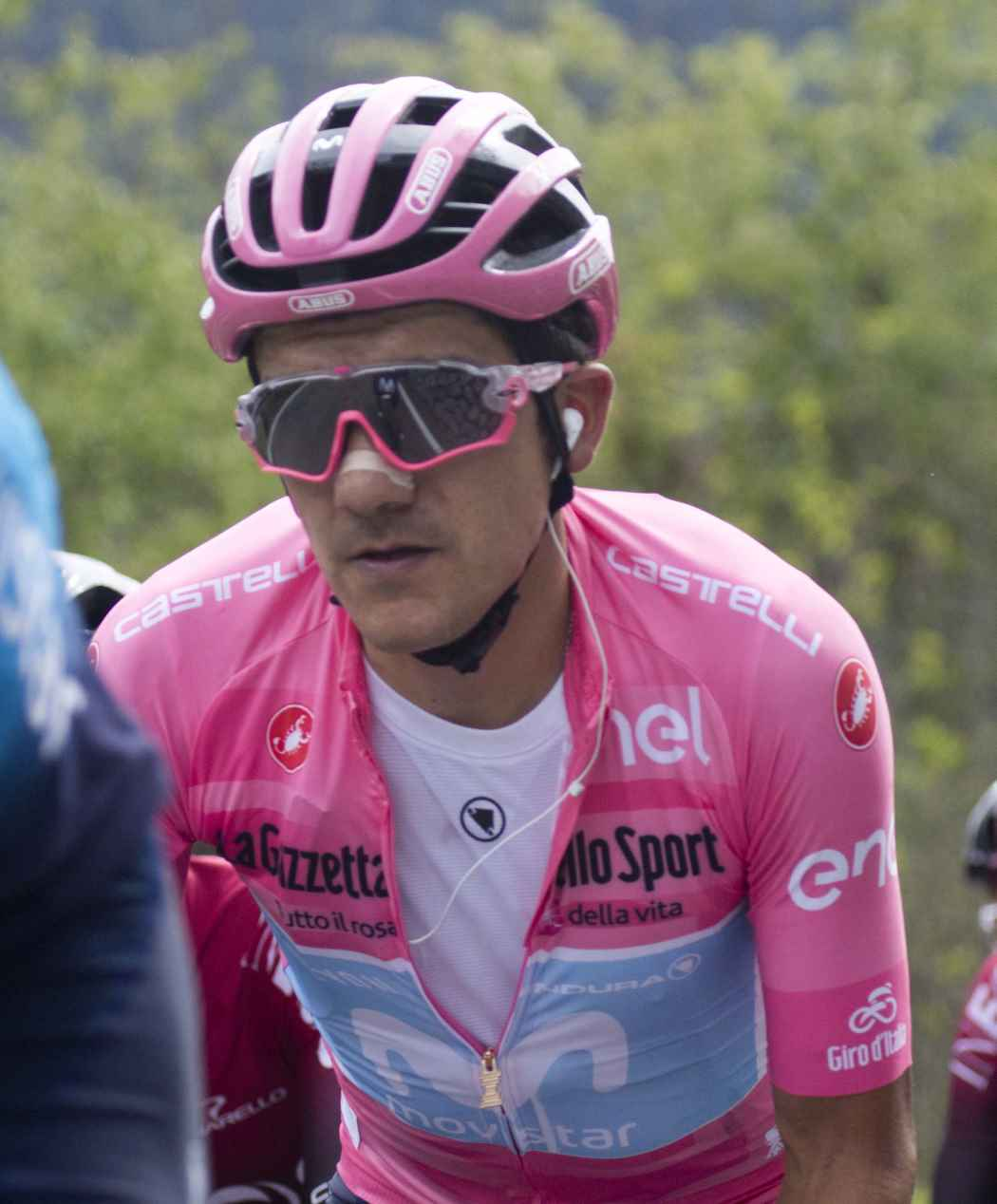
Richard Carapaz portant le maillot rose sur le Tour d'Italie 2019.

En 2019, Richard Carapaz remporte le Tour d'Italie, ainsi que deux étapes. Il s'agit du quinzième grand tour de la formation espagnole en quarante ans d'existence. Movistar réussit la performance inédite de remporter le classement par équipes sur les trois grands tours. Le champion du monde Alejandro Valverde se montre très régulier, même s'il ne remporte aucun succès majeur, il est une troisième fois champion d'Espagne. Il se classe notamment deuxième du Tour d'Espagne, de Milan-Turin, du Tour de Lombardie et termine cinquième du classement UCI. Mikel Landa est quatrième du Tour d'Italie, sixième du Tour de France et septième de Liège-Bastogne-Liège. L'autre leader Nairo Quintana gagne une étape du Tour et de la Vuelta, des courses qu'il termine respectivement huitième et quatrième du général. La saison de l'équipe fait l'objet d'une série documentaire, Dans la roue de l'équipe Movistar 2019, disponible sur Netflix. À la fin de la saison, Richard Carapaz, Nairo Quintana (après huit saisons) et Mikel Landa quittent l'équipe, tandis que l'Espagnol Enric Mas, deuxième du Tour d'Espagne 2018, arrive en 2020.
La saison 2020, marquée par la pandémie de Covid-19, est la plus mauvaise de l'équipe depuis sa création, avec seulement deux succès et une 18e place au classement mondial. Marc Soler gagne les deux seules courses de l'équipe, dont une étape du Tour d'Espagne. À 40 ans, Alejandro Valverde se contente de places d'honneur : 12e du Tour de France, 8e des mondiaux et 10e du Tour d'Espagne. Enric Mas se classe cinquième du Tour et de la Vuelta.
En 2021, l'équipe recrute Miguel Ángel López et Ivan Garcia Cortina. Le Colombien remporte le Tour d’Andalousie et le Mont Ventoux Dénivelé Challenges, puis s'adjuge l'étape reine du Tour d'Espagne. Cependant, la veille de l'arrivée de la Vuelta, alors qu'il occupe la troisième place du général juste derrière Enric Mas, il est piégé lors d'un mouvement de course des leaders. Il décide de poser pied à terre et d'abandonner, malgré les tentatives de ses coéquipiers et du directeur sportif pour le remotiver. Son contrat est rompu peu de temps après. En plus de sa deuxième place au général final de la Vuelta, Enric Mas se classe sixième du Tour de France. L'autre grimpeur de l'équipe, Marc Soler, chute et abandonne sur le Tour d'Italie et le Tour de France. Il gagne une étape et termine quatrième du Tour de Romandie, mais quitte la formation espagnole à la fin de la saison. À 41 ans, Alejandro Valverde retrouve son niveau de leader de l'équipe. Il accumule les places d'honneur sur les courses World Tour, dont un podium sur la Flèche wallonne. L'équipe termine la saison avec onze succès et une onzième place mondiale.

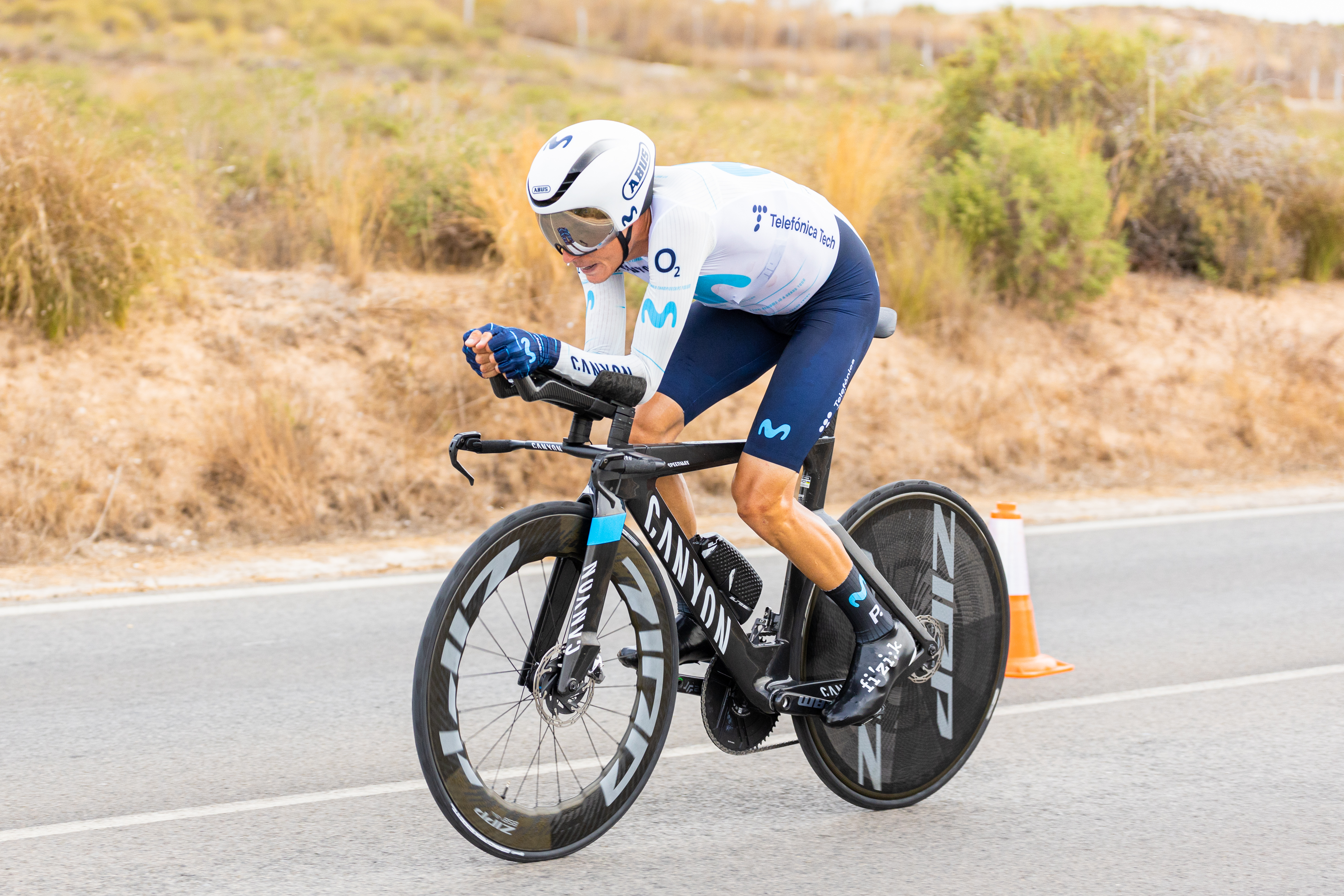
En 2023, Enric Mas devient leader de l'équipe après la retraite d'Alejandro Valverde.

Lors de l'année 2022, l'équipe termine également onzième du classement UCI et obtient 19 succès, mais un seul sur le World Tour, grâce à Carlos Verona lors de la 7e étape du Critérium du Dauphiné. À 42 ans et pour sa dernière saison, Alejandro Valverde est une nouvelle fois le principal pourvoyeur de points pour l'équipe, qui a longtemps été à la lutte pour se maintenir dans le World Tour. Il décroche trois succès en Espagne en début de saison, puis termine notamment deuxième des Strade Bianche et de la Flèche wallonne. Enric Mas devance Tadej Pogačar sur le Tour d'Émilie et termine deuxième du Tour d'Espagne et du Tour de Lombardie.
Pour la saison 2023, la première sans Valverde, le bilan est globalement semblable aux deux années précédentes, avec 16 succès (trois en World Tour) et une douzième place au classement UCI. Enric Mas, nouveau leader de l’équipe, connait une saison difficile, avec un abandon sur chute dès la première étape du Tour de France et une sixième place sur le Tour d'Espagne. Les meilleures performances sont signées Einer Rubio, vainqueur d'une étape du Tour d'Italie et Matteo Jorgenson auteur de nombreux tops 10, dont une deuxième place sur le Tour de Romandie. Sur les courses d'un jour Oier Lazkano devient champion d'Espagne et prend la deuxième place d'À travers les Flandres, alors qu'Alex Aranburu est troisième du Grand Prix de Montréal.
En 2024, l'équipe perd Matteo Jorgenson, son meilleur coureur de la saison précédente, mais recrute le rouleur français Rémi Cavagna et le grimpeur colombien Nairo Quintana, qui fait son retour dans la formation qui l'a révélé. La saison est décevante, avec une treizième place au classement UCI, mais surtout un bilan de seulement 8 succès, dont un seul sur le World Tour grâce à Pelayo Sánchez vainqueur d'étape du Tour d'Italie. Enric Mas s'affirme en apportant la majorité des résultats notables pour la formation espagnole, avec 24 tops 10 dont une troisième place du Tour d'Espagne. Einer Rubio est septième du Giro, tandis qu'Alex Aranburu se classe deuxième d'Eschborn-Francfort. Hors du coup, Cavagna quitte l'équipe en fin de saison.

## L'équipe et le dopage

### La période Reynolds
Juan María Azcarate est exclu de l'équipe Reynolds après son contrôle positif sur la Classique de Saint-Sébastien 1981.
Deux jours après l'arrivée du Tour d'Espagne 1982, course remportée par Ángel Arroyo, le contrôle positif à la méthylphénidate de quatre coureurs, dont Arroyo, est annoncé. Arroyo et son équipe protestent de son innocence et demandent un nouvel examen. Celui-ci s'avère positif. Arroyo est déchu de son titre et déclassé à la treizième place au profit de Marino Lejarreta. En avril 1983, José Luis Laguía est contrôlé positif à un stimulant après la 3e étape du Tour du Pays basque.
Lors du Tour de France 1988, à cinq jours de l'arrivée sur Paris, alors que Pedro Delgado est leader du Tour de France, il est contrôlé positif au probénécide, un produit masquant permettant de dissimuler la prise de stéroïdes anabolisants. Il se trouve alors que le produit incriminé est bien interdit par le CIO, mais pas encore inscrit sur la liste de l'UCI (Union cycliste internationale). Il parvient à ne pas être exclu et remporte le Tour.

### La décennie Banesto
En 1994, l'information d'un possible contrôle positif de Miguel Indurain au salbutamol au Tour de l'Oise de cette même année est diffusée dans les médias. Cependant, il est apparu immédiatement après la publication de la nouvelle que l'usage du salbutamol via aérosol n'était pas prohibé par l'UCI. Par ailleurs, les services médicaux de Banesto avaient dûment informé de l'usage du salbutamol à des fins thérapeutiques avant la course. Par conséquent, Indurain est blanchi quelques mois plus tard. Indurain décide de ne pas participer aux championnats du monde pour se concentrer sur le record de l'heure et le dossier définitivement classé négatif. En effet, il n'a pas été établi que le salbutamol a été utilisé par le cycliste à des fins autres que thérapeutiques. À la suite de la diffusion de cette information, Indurain ne cache pas qu'il prend ce traitement depuis plusieurs années pour soigner ses problèmes d'allergie et que jusqu'alors il n'avait jamais été déclaré positif.
En 1996, le Comité olympique espagnol suspend Ángel Casero six mois pour dopage. Du 1er octobre 1996 au 31 mars 1997, il ne peut pas concourir en Espagne et ne peut participer aux Jeux olympiques d'été de 1996. Il est positif lors de la Classica Alcobendas à la nandrolone, un anabolisant qui augmente la masse musculaire. En 2013, le rapport d'une commission d'enquête sénatoriale française sur l'efficacité de la lutte contre le dopage a révélé que des analyses réalisées en 2004 mettent en évidence la présence d'EPO dans l'urine d'Abraham Olano lors du Tour de France 1998.
En 2000, Thomas Davy témoigne lors du procès de l'affaire Festina. Il y décrit une organisation du dopage sous contrôle médical au sein de l'équipe Banesto du temps de Miguel Indurain.
Lors du Blitz du Giro 2001, huit coureurs et trois membres de l'équipe font partie de la liste d'accusation.
En 2005, Manuel Beltrán est cité par le Journal du Dimanche, qui révèle que des échantillons testés par le laboratoire de dopage de Châtenay-Malabry ont démontré l'utilisation d'EPO lors du prologue du Tour de France 1999,. En 2013, le rapport d'une commission d'enquête sénatoriale française sur l'efficacité de la lutte contre le dopage a révélé que des analyses réalisées en 2004 mettent en évidence la présence d'EPO dans l'urine de Beltrán lors du Tour de France 1998. La même année, Sandro Donati, expert italien antidopage et chercheur de l'Agence mondiale antidopage, affirme qu'Indurain et son équipe Banesto ont travaillé durant les années 1990 avec Francesco Conconi pour des « montants élevés ». Erwin Nijboer, coureur de Banesto de 1994 à 1996, déclare que « c'était seulement pour faire le test Conconi ». Donati déclare douter de cette version : « je ne pense pas que Banesto a payé autant uniquement pour tester ses coureurs »,.
Contrôlé positif au corticoïde après le Grand Prix Pino Cerami 2003, Rafael Mateos est suspendu 6 mois entre le 19 septembre 2003 et le 19 juin 2004 et doit payer 200 francs suisses.

### Les cas Valverde et Pereiro

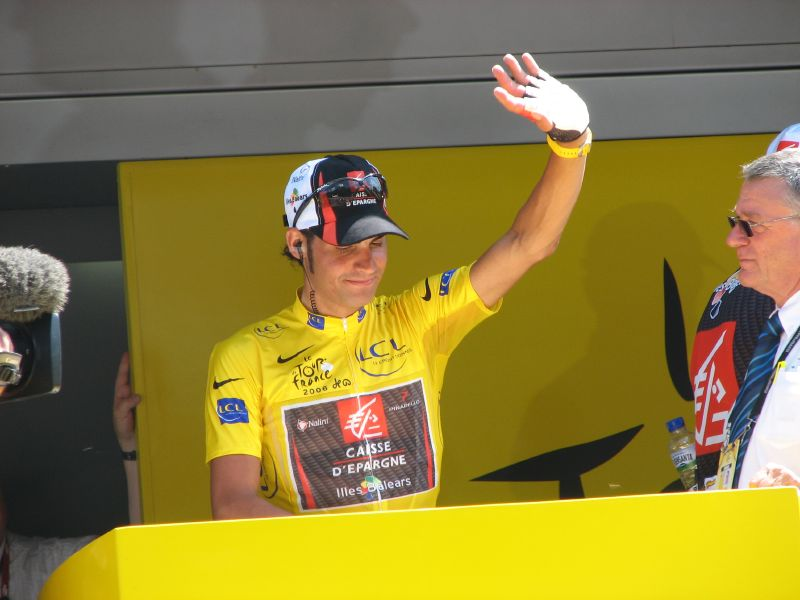
Óscar Pereiro au Tour de France 2006

Lors d'un débat sur le dopage organisé à Laval le 18 novembre 2006, Stéphane Mandard, journaliste au quotidien Le Monde, révèle que Alejandro Valverde figure parmi les coureurs impliqués dans l'affaire Puerto.
Il est, ensuite, mis en cause par le journal espagnol ABC le 10 janvier 2007. Il apparaîtrait dans les documents du Dr Fuentes sous le surnom de « Valv » et entre parenthèses la mention « Piti », du nom de sa chienne. Le 31 mai 2010, il est officiellement suspendu par le Tribunal arbitral du sport. Il est suspendu deux ans et perd ses victoires acquises en 2010, notamment le Tour de Romandie. Le 3 novembre 2010, son premier appel devant le Tribunal Fédéral Suisse concernant sa suspension en Italie est rejeté. Dès la fin de sa suspension en janvier 2012, il est réengagé par l'équipe, devenue Movistar entre-temps.
Le 18 janvier 2007, le quotidien Le Monde révèle qu'Óscar Pereiro a été contrôlé deux fois positif au salbutamol lors des étapes de Gap et de La Toussuire Les Sybelles sur le Tour de France 2006, course qu'il a remportée après le déclassement pour dopage de Floyd Landis. À chaque fois, il s'est justifié en présentant une Autorisation à usage thérapeutique (AUT) délivrée par l'UCI. Le salbutamol est utilisé pour le traitement de l'asthme. L'agence française de lutte contre le dopage (AFLD) souhaite par la suite obtenir le dossier médical du coureur espagnol pour vérifier qu'il souffre bien d'une maladie justifiant l'usage de ce médicament. Or, jusqu'au 18 janvier 2007, Pereiro n'avait fourni aucun élément,. Le lendemain, le 19 janvier 2007, l'AFLD reçoit par fax les justificatifs médicaux du coureur. Le 25 janvier 2007, l'AFLD déclare le cas de Pereiro clos, l'Espagnol ayant soumis assez de documents pour expliquer sa consommation de salbutamol.

### Depuis 2007
Marco Fertonani est contrôlé positif à la testostérone lors du Tour méditerranéen 2007, dont il avait pris la quatrième place, il est suspendu pour deux ans par la fédération italienne de cyclisme.
Rui Costa subit un contrôle positif à la methylhexanamine lors de son championnat national en juin 2010, révélé à la fin du mois d'octobre. De nouveau autorisé à courir au début de l'année 2011, il se trouve sans équipe, jusqu'en avril où il rejoint l'équipe Movistar qu'il avait critiqué avant l'officialisation de son contrôle positif.
En décembre 2012, le tribunal du Comité national olympique italien (CONI) annonce, deux jours après celle de Michele Scarponi, une condamnation à une suspension de trois mois de Giovanni Visconti ainsi que 11 000 euros d'amende pour avoir travaillé avec le médecin italien Michele Ferrari, ce que le CONI a interdit aux sportifs italiens en raison de l'implication du médecin dans plusieurs affaires de dopage. La suspension débute au 7 octobre 2012.
En juin 2018, Jaime Rosón est suspendu provisoirement par l'UCI en raison d'une anomalie datant de janvier 2017 sur son passeport biologique. Le coureur qui était à l'époque de l'anomalie, membre de l'équipe Caja Rural, se déclare « étranger à l’utilisation de toute substance ou méthode de dopage. Je prendrai soin de me défendre n’importe où pour prouver mon innocence ». Néanmoins, en février 2019, il est suspendu pour une durée de quatre ans, jusqu'en juin 2022,.

## Classements UCI
Jusqu'en 1998, les équipes cyclistes sont classées par l'UCI dans une division unique. En 1999 le classement UCI par équipes est divisé entre GSI, GSII et GSIII. L'équipe Banesto, devenue ensuite Illes Balears, est classée en GSI durant cette période. Les classements détaillés ci-dessous sont ceux de l'équipe en fin de saison. Les coureurs demeurent en revanche dans un classement unique.
| Saison | Classement par équipes | Meilleur coureur au classement individuel |
| ------ | ---------------------- | ----------------------------------------- |
| 1984   | 8e                     | Julian Gorospe (20e)                      |
| 1985   | 12e                    | Iñaki Gastón (30e)                        |
| 1986   | 15e                    | Miguel Induráin (40e)                     |
| 1987   | 20e                    | Ángel Arroyo (44e)                        |
| 1988   | 7e                     | Pedro Delgado (9e)                        |
| 1989   | 6e                     | Pedro Delgado (4e)                        |
| 1990   | 6e                     | Miguel Indurain (4e)                      |
| 1991   | 2e                     | Miguel Indurain (2e)                      |
| 1992   | 1re                    | Miguel Indurain (1er)                     |
| 1993   | 1re                    | Miguel Indurain (1er)                     |
| 1994   | 4e                     | Miguel Indurain (2e)                      |
| 1995   | 5e                     | Miguel Indurain (3e)                      |
| 1996   | 7e                     | Miguel Indurain (14e)                     |
| 1997   | 9e                     | Abraham Olano (10e)                       |
| 1998   | 6e                     | Abraham Olano (3e)                        |
| 1999   | 8e                     | José María Jiménez (28e)                  |
| 2000   | 9e                     | Leonardo Piepoli (30e)                    |
| 2001   | 6e                     | Juan Carlos Domínguez (23e)               |
| 2002   | 8e                     | Francisco Mancebo (34e)                   |
| 2003   | 5e                     | Francisco Mancebo (19e)                   |
| 2004   | 11e                    | Francisco Mancebo (14e)                   |

À compter de 2005, l'équipe intègre le ProTour. Le tableau ci-dessous présente les classements de l'équipe sur ce circuit, ainsi que son meilleur coureur au classement individuel.
| Saison | Classement par équipes | Meilleur coureur au classement individuel |
| ------ | ---------------------- | ----------------------------------------- |
| 2005   | 10e                    | Francisco Mancebo (15e)                   |
| 2006   | 2e                     | Alejandro Valverde (1er)                  |
| 2007   | 3e                     | Alejandro Valverde (4e)                   |
| 2008   | 1re                    | Alejandro Valverde (1er)                  |

En 2009, le classement du ProTour est remplacé par le Calendrier mondial UCI.
| Calendrier mondial | Calendrier mondial     | Calendrier mondial                        | Calendrier mondial |
| Année              | Classement par équipes | Meilleur coureur au classement individuel |                    |
| ------------------ | ---------------------- | ----------------------------------------- | ------------------ |
| 2009               | 2e                     | Alejandro Valverde (2e)                   |                    |
| 2010               | 9e                     | Luis León Sánchez (3e)                    |                    |
|                    |                        |                                           |                    |
| Source : UCI       |                        |                                           |                    |

En 2011, le Calendrier mondial UCI est remplacé par l'UCI World Tour.
| UCI World Tour | UCI World Tour         | UCI World Tour                            | UCI World Tour |
| Année          | Classement par équipes | Meilleur coureur au classement individuel |                |
| -------------- | ---------------------- | ----------------------------------------- | -------------- |
| 2011           | 13e                    | Beñat Intxausti (37e)                     |                |
| 2012           | 5e                     | Alejandro Valverde (5e)                   |                |
| 2013           | 1er                    | Alejandro Valverde (3e)                   |                |
| 2014           | 1er                    | Alejandro Valverde (1er)                  |                |
| 2015           | 1er                    | Alejandro Valverde (1er)                  |                |
| 2016           | 1er                    | Nairo Quintana (2e)                       |                |
| 2017           | 6e                     | Alejandro Valverde (7e)                   |                |
| 2018           | 8e                     | Alejandro Valverde (3e)                   |                |
|                |                        |                                           |                |
| Source : UCI   |                        |                                           |                |

En 2016, le Classement mondial UCI qui prend en compte toutes les épreuves UCI est mis en place parallèlement à l'UCI World Tour et aux circuits continentaux. Il remplace définitivement l'UCI World Tour en 2019.
| Classement mondial | Classement mondial     | Classement mondial                        | Classement mondial |
| Année              | Classement par équipes | Meilleur coureur au classement individuel |                    |
| ------------------ | ---------------------- | ----------------------------------------- | ------------------ |
| 2016               | -                      | Nairo Quintana (4e)                       |                    |
| 2017               | -                      | Alejandro Valverde (7e)                   |                    |
| 2018               | -                      | Alejandro Valverde (1er)                  |                    |
| 2019               | 7e                     | Alejandro Valverde (5e)                   |                    |
| 2020               | 18e                    | Enric Mas (40e)                           |                    |
| 2021               | 11e                    | Alejandro Valverde (11e)                  |                    |
| 2022               | 11e                    | Alejandro Valverde (10e)                  |                    |
| 2023               | 12e                    | Matteo Jorgenson (35e)                    |                    |
| 2024               | 13e                    | Enric Mas (11e)                           |                    |
|                    |                        |                                           |                    |
| Source : UCI       |                        |                                           |                    |

Les coureurs sont également classés dans les circuits continentaux à partir de 2016.
UCI America Tour
| UCI America Tour | UCI America Tour       | UCI America Tour                          | UCI America Tour |
| Année            | Classement par équipes | Meilleur coureur au classement individuel |                  |
| ---------------- | ---------------------- | ----------------------------------------- | ---------------- |
| 2016             | -                      | Jonathan Castroviejo (25e)                |                  |
| 2017             | -                      | Dayer Quintana (205e)                     |                  |
| 2018             | -                      | Nairo Quintana (34e)                      |                  |
| 2019             | -                      | Nairo Quintana (2e)                       |                  |
| 2020             | -                      | Matteo Jorgenson (36e)                    |                  |
| 2021             | -                      | Miguel Ángel López (7e)                   |                  |
| 2022             | -                      | Iván Sosa (12e)                           |                  |
| 2023             | -                      | Matteo Jorgenson (3e)                     |                  |
| 2024             | -                      | Einer Rubio (15e)                         |                  |
|                  |                        |                                           |                  |
| Source : UCI     |                        |                                           |                  |

UCI Asia Tour
| UCI Asia Tour | UCI Asia Tour          | UCI Asia Tour                             | UCI Asia Tour |
| Année         | Classement par équipes | Meilleur coureur au classement individuel |               |
| ------------- | ---------------------- | ----------------------------------------- | ------------- |
| 2016          | -                      | Jonathan Castroviejo (28e)                |               |
| 2017          | -                      | Alex Dowsett (201e)                       |               |
|               |                        |                                           |               |
| Source : UCI  |                        |                                           |               |

UCI Europe Tour
| UCI Europe Tour | UCI Europe Tour        | UCI Europe Tour                           | UCI Europe Tour |
| Année           | Classement par équipes | Meilleur coureur au classement individuel |                 |
| --------------- | ---------------------- | ----------------------------------------- | --------------- |
| 2016            | -                      | Alejandro Valverde (22e)                  |                 |
| 2017            | -                      | Alejandro Valverde (27e)                  |                 |
| 2018            | -                      | Alejandro Valverde (4e)                   |                 |
| 2019            | -                      | Alejandro Valverde (4e)                   |                 |
| 2020            | -                      | Enric Mas (33e)                           |                 |
| 2021            | -                      | Alejandro Valverde (9e)                   |                 |
| 2022            | -                      | Alejandro Valverde (10e)                  |                 |
| 2023            | -                      | Alex Aranburu (38e)                       |                 |
| 2024            | -                      | Enric Mas (9e)                            |                 |
|                 |                        |                                           |                 |
| Source : UCI    |                        |                                           |                 |

## Principales victoires

### Compétitions internationales
Contrairement aux autres courses, les Jeux olympiques, les championnats du monde et d'Europe sont disputés par équipes nationales et non par équipes commerciales.
- Jeux olympiques : 1
  - Contre-la-montre : 1996 (Miguel Indurain)

- Championnats du monde : 5
  - Course en ligne : 2013 (Rui Costa) et 2018 (Alejandro Valverde)
  - Contre-la-montre : 1995 (Miguel Indurain) et 1998 (Abraham Olano)
  - Contre-la-montre espoirs : 2024 (Iván Romeo)

- Championnats d'Europe : 3
  - Contre-la-montre : 2016 (Jonathan Castroviejo)
  - Course aux points : 2020 (Sebastián Mora)
  - Américaine : 2020 (Sebastián Mora et Albert Torres)

### Courses d'un jour

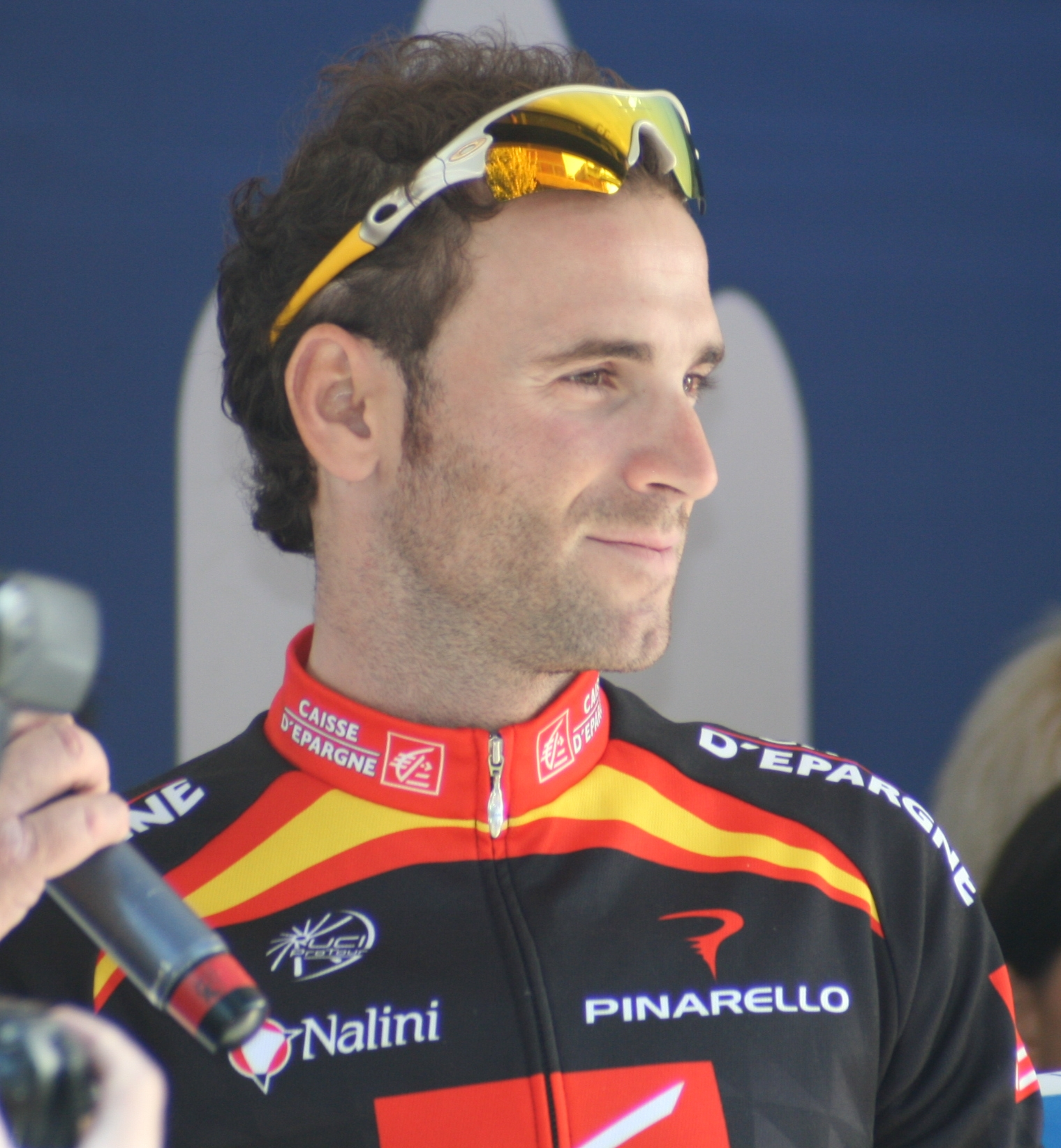
Alejandro Valverde en 2008

Victoires sur les classiques de niveau World Tour ou équivalent (en gras les victoires sur les classiques « Monuments ») :
- Classique de Saint-Sébastien : 1990 (Miguel Indurain), 2008, 2014 (Alejandro Valverde) et 2010 (Luis León Sánchez)
- Flèche wallonne : 2006, 2014, 2015, 2016 et 2017 (Alejandro Valverde)
- Liège-Bastogne-Liège : 2006, 2008, 2015 et 2017 (Alejandro Valverde)
- Grand Prix cycliste de Montréal : 2011 (Rui Costa)

Victoires sur les autres courses d'un jour :
- Trofeo Masferrer : 1980 (Juan Martín Ocaña), 1983 (Julián Gorospe)
- Subida a Arrate : 1982 (Ángel Arroyo), 1985 (Iñaki Gastón)
- Clásica de Sabiñánigo : 1982 (Pedro Delgado), 1985 (Iñaki Gastón)
- Klasika Primavera : 1982 (Jesús Suárez Cuevas), 1987 (Julián Gorospe), 1994 (Melchor Mauri), 2009 (Alejandro Valverde, 2012 (Giovanni Visconti), 2013 (Rui Costa), 2015 (José Herrada), 2017 (Gorka Izagirre), 2019 (Carlos Betancur)
- Circuit de Getxo : 1983 (Carlos Hernández Bailo), 1990 (Víctor Gonzalo), 1997 (Jeremy Hunt), 2012 (Giovanni Visconti), 2017 (Carlos Barbero), 2024 (Jon Barrenetxea)
- Clásica a los Puertos : 1983 (José Luis Laguía), 1984 (Iñaki Gastón), 2005 (Xabier Zandio)
- Tour de La Rioja : 1984 (Iñaki Gastón), 1986 (José Luis Laguía), 2017 (Rory Sutherland)
- Trofeo Luis Puig : 1985 (Enrique Aja)
- Classique d'Ordizia : 1985 (Iñaki Gastón)
- GP Llodio : 1985 (Julián Gorospe)
- Grand Prix de Navarre/Grand Prix Miguel Indurain : 1985 (Celestino Prieto), 1988 (Pedro Delgado), 2014, 2018, 2021 (Alejandro Valverde), 2016 (Ion Izagirre)
- Grand Prix de Plouay : 1991 (Armand de Las Cuevas)
- Tour de Murcie[48] : 1986 (Miguel Indurain), 1994 (Melchor Mauri), 2006 (José Iván Gutiérrez), 2007, 2008, 2014, 2017 (Alejandro Valverde), 2012 (Nairo Quintana)
- Classique des Alpes : 1995 (Ramón González Arrieta), 1999 (Unai Osa), 2000 (José María Jiménez), 2003 (Francisco Mancebo)
- Tour d'Émilie : 2003 (José Iván Gutiérrez), 2012 (Nairo Quintana)
- Trofeo Manacor/Trofeo Pollença/Trofeo Andratx : 2005 , 2022 (Alejandro Valverde), 2008 (José Joaquín Rojas), 2020, 2022 (Marc Soler), 2024 (Pelayo Sánchez)
- Trofeo Soller : 2005 (Alejandro Valverde)
- Trofeo Calvià/Trofeo Deia/Trofeo Serra : 2005 (Antonio Colom), 2010 (Rui Costa), 2013, 2015 (Alejandro Valverde)
- Clásica de Almería : 2005 (José Iván Gutiérrez), 2006 (Francisco Pérez Sánchez)
- Trofeo Mallorca : 2006 (Isaac Gálvez)
- Trofeo Alcudia/Trofeo Cala Millor : 2006 (Isaac Gálvez), 2007 (Vicente Reynès)
- Paris-Camembert : 2008 (Alejandro Valverde
- Prueba Villafranca de Ordizia : 2008 (Alejandro Valverde), 2014 (Gorka Izagirre), 2019 (Rafael Valls)
- Subida a Urkiola : 2008 (David Arroyo)
- Roma Maxima : 2014 (Alejandro Valverde)
- Mont Ventoux Dénivelé Challenges : 2021 (Miguel Ángel López)
- Grand Prix de Wallonie : 2023 (Gonzalo Serrano)
- Clásica Jaén : 2024 (Oier Lazkano)

### Courses par étapes
Victoires sur les courses de niveau World Tour ou équivalent :
- Tour du Pays basque : 1982 (José Luis Laguía), 1983, 1990 (Julián Gorospe), 2002 (Aitor Osa), 2004 (Denis Menchov), 2013 (Nairo Quintana), 2017 (Alejandro Valverde)
- Paris-Nice : 1989, 1990 (Miguel Indurain), 1992 (Jean-François Bernard), 2009 (Luis León Sánchez), 2018 (Marc Soler)
- Tour de Catalogne : 1988, 1991, 1992 (Miguel Indurain), 1999 (Manuel Beltrán), 2000 (José María Jiménez), 2007 (Vladimir Karpets), 2009, 2017, 2018 (Alejandro Valverde), 2016 (Nairo Quintana)
- Critérium du Dauphiné : 1995, 1996 (Miguel Indurain), 1998 (Armand de Las Cuevas), 2008 et 2009 (Alejandro Valverde)
- Tour de Suisse : 2007 (Vladimir Karpets), 2012 et 2013 (Rui Costa)
- Eneco Tour : 2007 et 2008 (José Iván Gutiérrez)
- Tour de Pékin : 2013 (Beñat Intxausti)
- Tirreno-Adriatico : 2015 et 2017 (Nairo Quintana)
- Tour de Pologne : 2015 (Ion Izagirre)
- Tour de Romandie : 2016 (Nairo Quintana)
- Tour d'Abou Dabi : 2018 (Alejandro Valverde)

Victoires sur les autres courses par étapes :
- Tour de Burgos : 1982 (José Luis Laguía), 1998 (Abraham Olano), 2000 (Leonardo Piepoli), 2001 (Juan Miguel Mercado), 2002 (Francisco Mancebo), 2003 (Pablo Lastras), 2008 (Xabier Zandio), 2009 (Alejandro Valverde), 2013, 2014 (Nairo Quintana)
- Tour d'Aragon : 1983 (Pedro Delgado)
- Tour de Cantabrie : 1983 (José Luis Laguía)
- Tour d'Andalousie : 1984 (Julián Gorospe), 1991 (Roberto Lezaun), 1993 (Julián Gorospe), 2008 (Pablo Lastras), 2012, 2013, 2014, 2016, 2017 (Alejandro Valverde), 2021 (Miguel Ángel López)
- Tour des vallées minières : 1984 (Julián Gorospe), 1987 (Miguel Indurain)
- Tour de l'Avenir : 1986 (Miguel Indurain), 1994 (Ángel Casero), 1999 (Unai Osa) et 2001 (Denis Menchov)
- Tour de Navarre : 1987 (Gabriel Roberto Sabbiao)
- Critérium International : 1989 (Miguel Indurain) et 1992 (Jean-François Bernard)
- Tour du Vaucluse : 1991 (Miguel Indurain)
- Semaine catalane : 1993 (Pedro Delgado), 2002 (Juan Miguel Mercado)
- Grand Prix du Midi libre : 1995 (Miguel Indurain)
- Tour de Galice : 1995 (Miguel Indurain)
- Bicyclette basque : 1996 (Miguel Indurain), 1997, 1998 (Abraham Olano), 2001 (Juan Carlos Domínguez)
- Route du Sud/Route d'Occitanie : 1998 (Armand de Las Cuevas), 2000 (Tomasz Brożyna), 2012, 2016 (Nairo Quintana), 2018, 2019 (Alejandro Valverde), 2021 (Antonio Pedrero)
- Tour de l'Algarve : 2000 (Alex Zülle)
- Tour de La Rioja : 2004 (Vladimir Karpets)
- Tour méditerranéen : 2009 (Luis León Sánchez)
- Quatre Jours de Dunkerque : 2009 (Rui Costa)
- Tour du Limousin : 2009 (Mathieu Perget), 2022 (Alex Aranburu)
- Circuit de la Sarthe : 2010 (Luis León Sánchez)
- Tour de Castille-et-León : 2012 (Javier Moreno), 2013 (Rubén Plaza), 2016 (Alejandro Valverde)
- Tour des Asturies : 2012 (Beñat Intxausti), 2015 (Igor Antón), 2017 (Nairo Quintana), 2018, 2019 (Richard Carapaz) et 2022 (Iván Sosa)
- Tour de la communauté de Madrid : 2013 (Javier Moreno), 2016 (Juan José Lobato)
- Tour de San Luis : 2014 (Nairo Quintana), 2016 (Dayer Quintana)
- Tour de Bavière : 2015 (Alex Dowsett)
- Tour de la Communauté valencienne : 2017 (Nairo Quintana), 2018 (Alejandro Valverde)
- Tour de l'Alentejo : 2017 (Carlos Barbero)
- Tour d'Aragon : 2018 (Jaime Roson), 2019 (Eduard Prades)
- Tour de San Juan : 2019 (Winner Anacona)
- Gran Camiño : 2022 (Alejandro Valverde)
- Saudi Tour : 2023 (Ruben Guerreiro)
- Tour d'Oman : 2023 (Matteo Jorgenson)
- Boucles de la Mayenne : 2023 (Oier Lazkano)

### Championnats nationaux
- Championnats d'Autriche sur route : 1

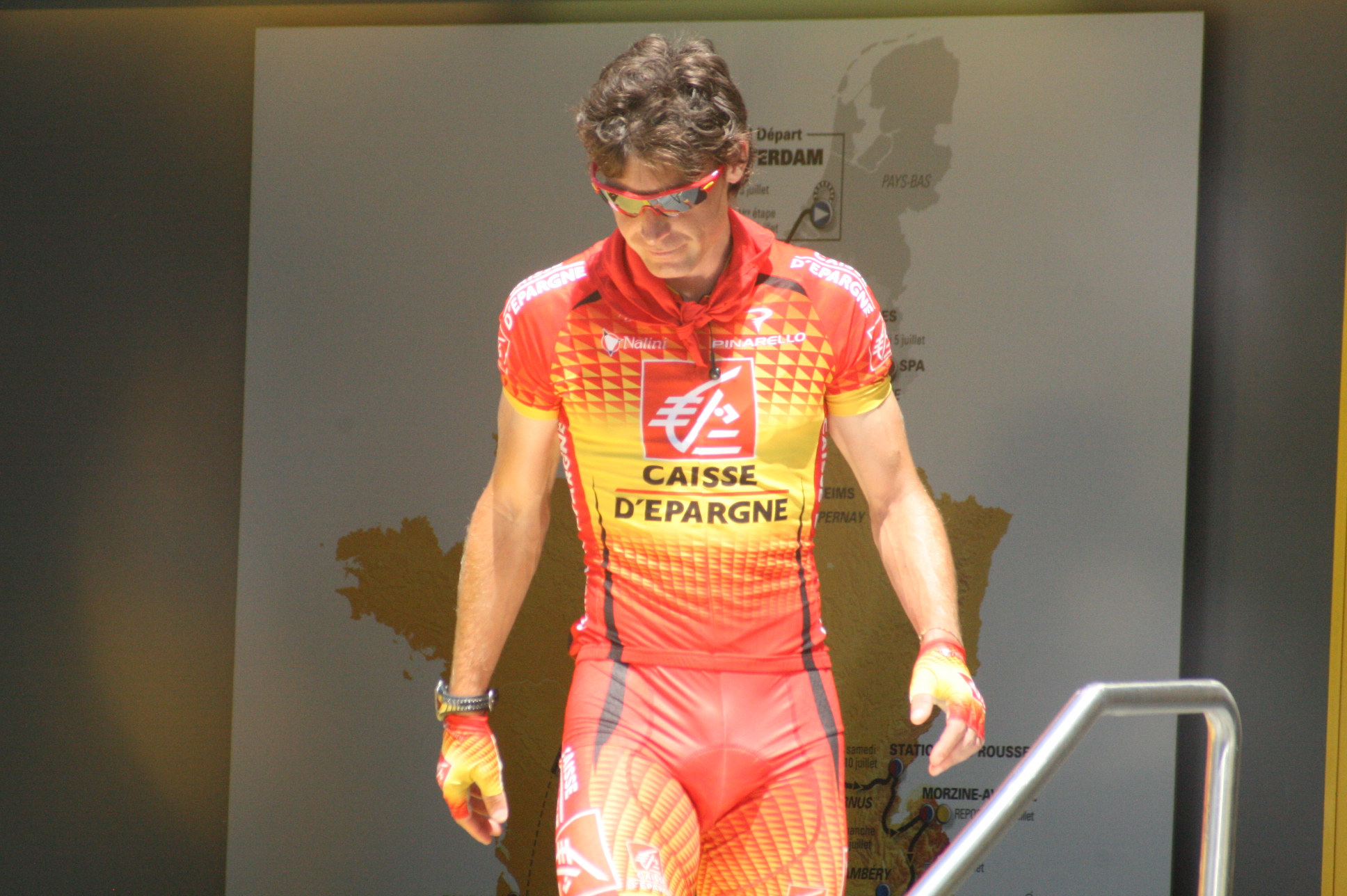
José Iván Gutiérrez, champion d'Espagne du contre-la-montre en 2004, 2005 et 2007, et de la course en ligne en 2010

  - Course en ligne : 2023 (Gregor Mühlberger
- Championnats de Biélorussie sur route : 1
  - Contre-la-montre : 2012 (Branislau Samoilau)
- Championnats d'Espagne sur route : 30
  - Course en ligne : 1982 (José Luis Laguía), 1983 (Carlos Hernández Bailo), 1992 (Miguel Indurain), 1995 (Jesús Montoya), 1997 (José María Jiménez), 2003 (Rubén Plaza), 2004 (Francisco Mancebo), 2007 (Joaquim Rodríguez), 2008, 2015, 2019 (Alejandro Valverde), 2010 (José Iván Gutiérrez), 2011, 2016 (José Joaquín Rojas), 2012 (Francisco Ventoso), 2013, 2017 (Jesús Herrada), 2014 (Ion Izagirre), 2023 (Oier Lazkano), 2024 (Alex Aranburu)
  - Contre-la-montre : 1998 (Abraham Olano), 2004, 2005, 2007 (José Iván Gutiérrez), 2008, 2010 (Luis León Sánchez), 2013, 2015 (Jonathan Castroviejo), 2014 (Alejandro Valverde), 2016 (Ion Izagirre)
- Championnats de Finlande sur route : 1
  - Course en ligne : 1986 (Kari Myyryläinen)
- Championnats de France sur route : 2
  - Course en ligne : 1991 (Armand de Las Cuevas), 2006 (Florent Brard)
- Championnats de Grande-Bretagne sur route : 3
  - Contre-la-montre : 2013, 2015 et 2016 (Alex Dowsett)
- Championnats d'Italie sur route : 2
  - Contre-la-montre : 2014 et 2015 (Adriano Malori)
- Championnats de Porto Rico sur route : 3
  - Course en ligne : 2021 (Abner González)
  - Contre-la-montre : 2021 (Abner González)
  - Course en ligne espoirs : 2021 (Abner González)
- Championnats du Portugal sur route : 3
  - Contre-la-montre : 2010, 2013 (Rui Costa) et 2016 (Nélson Oliveira)

## Bilan sur les grands tours
- Tour de France :

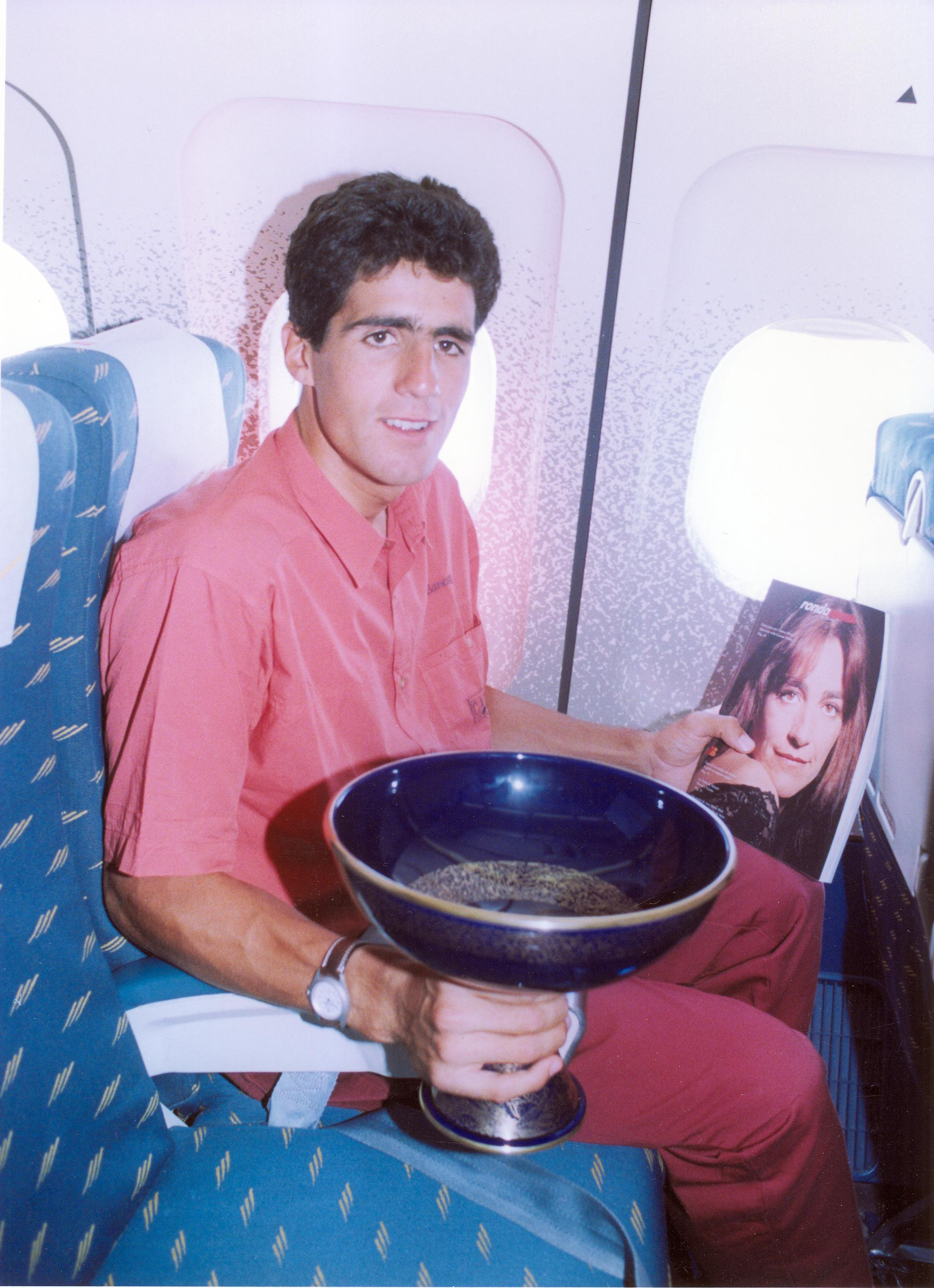
Miguel Indurain en 1991.

  - 42 participations (1983, 1984, 1985, 1986, 1987, 1988, 1989, 1990, 1991, 1992, 1993, 1994, 1995, 1996, 1997, 1998, 1999, 2000, 2001, 2002, 2003, 2004, 2005, 2006, 2007, 2008, 2009, 2010, 2011, 2012, 2013, 2014, 2015, 2016, 2017, 2018, 2019, 2020, 2021, 2022, 2023, 2024)
  - 34 victoires d'étapes :
    - 1 en 1983 : Ángel Arroyo
    - 1 en 1984 : Ángel Arroyo
    - 1 en 1985 : Eduardo Chozas
    - 1 en 1986 : Julián Gorospe
    - 1 en 1988 : Pedro Delgado
    - 1 en 1989 : Miguel Indurain
    - 1 en 1990 : Miguel Indurain
    - 2 en 1991 : Miguel Indurain (2)
    - 3 en 1992 : Miguel Indurain (3)
    - 2 en 1993 : Miguel Indurain (2)
    - 1 en 1994 : Miguel Indurain
    - 2 en 1995 : Miguel Indurain (2)
    - 1 en 1997 : Abraham Olano
    - 1 en 2000 : José Vicente García Acosta
    - 2 en 2003 : Pablo Lastras, Juan Antonio Flecha
    - 1 en 2005 : Alejandro Valverde
    - 3 en 2008 : Alejandro Valverde (2), Luis León Sánchez
    - 1 en 2009 : Luis León Sánchez
    - 1 en 2011 : Rui Costa
    - 1 en 2012 : Alejandro Valverde
    - 3 en 2013 : Rui Costa (2), Nairo Quintana
    - 1 en 2016 : Ion Izagirre
    - 1 en 2018 : Nairo Quintana
    - 1 en 2019 : Nairo Quintana

  - 7 victoires finales :
    - 1988 : Pedro Delgado
    - 1991 : Miguel Indurain
    - 1992 : Miguel Indurain
    - 1993 : Miguel Indurain
    - 1994 : Miguel Indurain
    - 1995 : Miguel Indurain
    - 2006 : Óscar Pereiro

  - 13 classements annexes :
    - Classement par équipes : 1991, 1999, 2015, 2016, 2018, 2019 et 2020
    -  Grand Prix de la montagne : 2013 (Nairo Quintana)
    -  Meilleur jeune : 2000 (Francisco Mancebo), 2003 (Denis Menchov), 2004 (Vladimir Karpets), 2013 et 2015 (Nairo Quintana)
- Tour d'Italie
  - 29 participations (1988, 1991, 1992, 1993, 1994, 1995, 1999, 2000, 2001, 2005, 2006, 2007, 2008, 2009, 2010, 2011, 2012, 2013, 2014, 2015, 2016, 2017, 2018, 2019, 2020, 2021, 2022, 2023, 2024)
  - 25 victoires d'étapes :
    - 2 en 1992 : Miguel Indurain (2)
    - 2 en 1993 : Miguel Indurain (2)
    - 1 en 2001 : Pablo Lastras
    - 1 en 2006 : Joan Horrach
    - 2 en 2011 : Francisco Ventoso, Vasil Kiryienka
    - 2 en 2012 : Francisco Ventoso, Andrey Amador
    - 4 en 2013 : Giovanni Visconti (2), Alex Dowsett, Beñat Intxausti
    - 2 en 2014 : Nairo Quintana (2)
    - 1 en 2015 : Beñat Intxausti
    - 1 en 2016 : Alejandro Valverde
    - 2 en 2017 : Nairo Quintana, Gorka Izagirre
    - 1 en 2018 : Richard Carapaz
    - 2 en 2019 : Richard Carapaz (2)
    - 1 en 2023 : Einer Rubio
    - 1 en 2024 : Pelayo Sánchez

  - 4 victoires finales :
    - 1992 : Miguel Indurain
    - 1993 : Miguel Indurain
    - 2014 : Nairo Quintana
    - 2019 : Richard Carapaz

  - 4 classements annexes :
    -  Meilleur jeune : 2014 (Nairo Quintana)
    -  Grand Prix de la montagne : 2015 (Giovanni Visconti)
    - Classement par équipes aux temps : 2017 et 2019
- Tour d'Espagne
  - 44 participations (1980, 1981, 1982, 1983, 1984, 1985, 1986, 1987, 1988, 1989, 1990, 1991, 1992, 1993, 1994, 1995, 1996, 1997, 1998, 1999, 2000, 2001, 2002, 2003, 2004, 2005, 2006, 2007, 2008, 2009, 2010, 2011, 2012, 2013, 2014, 2015, 2016, 2017, 2018, 2019, 2020, 2021, 2022, 2023, 2024)
  - 62 victoires d'étapes :
    - 1 en 1980 : Dominique Arnaud
    - 5 en 1982 : José Luis Laguía (3), J. Hernandez, Ángel Arroyo
    - 3 en 1983 : C. Hernández Bailo, Laguía, J. Hernandez
    - 2 en 1984 : Julián Gorospe (2)
    - 2 en 1986 : Marc Gomez (2)
    - 1 en 1987 : Dominique Arnaud
    - 3 en 1989 : Pedro Delgado (3)
    - 1 en 1992 : Pedro Delgado
    - 1 en 1993 : Marino Alonso
    - 1 en 1994 : Marino Alonso
    - 2 en 1997 : J. Garcia Acosta, J.M. Jiménez
    - 4 en 1998 : José María Jiménez (4)
    - 2 en 1999 : Alex Zülle, José María Jiménez
    - 2 en 2000 : Alex Zülle, Eladio Jiménez
    - 5 en 2001 : J.M. Jiménez (3), Juan Miguel Mercado, Santiago Blanco
    - 4 en 2002 : Pablo Lastras (2), Santiago Blanco, J. Garcia Acosta
    - 1 en 2004 : Denis Menchov
    - 1 en 2005 : Francisco Mancebo
    - 1 en 2006 : Alejandro Valverde
    - 1 en 2007 : Vladimir Efimkin
    - 3 en 2008 : Alejandro Valverde, David Arroyo, Imanol Erviti
    - 2 en 2010 : David López García, Imanol Erviti
    - 1 en 2011 : Pablo Lastras
    - 3 en 2012 : contre-la-montre par équipes, Alejandro Valverde (2)
    - 3 en 2014 : contre-la-montre par équipes, Alejandro Valverde, Adriano Malori
    - 1 en 2015 : Alejandro Valverde
    - 1 en 2016 : Nairo Quintana
    - 2 en 2018 : Alejandro Valverde (2)
    - 2 en 2019 : Nairo Quintana, Alejandro Valverde
    - 1 en 2020 : Marc Soler
    - 1 en 2021 : Miguel Ángel López

  - 4 victoires finales :
    - 1989 : Pedro Delgado
    - 1998 : Abraham Olano
    - 2009 : Alejandro Valverde
    - 2016 : Nairo Quintana

  - 32 classements annexes :
    - Grand Prix de la montagne : 1981, 1982, 1983, 1985, 1986 (José Luis Laguía), 1997, 1998, 1999, 2001 (José María Jiménez) et 2002 (Aitor Osa)
    - Classement par équipes : 1994, 1998, 1999, 2001, 2003, 2007, 2008, 2012, 2015, 2018, 2019 et 2020
    - Classement par points : 2001 (José María Jiménez), 2012, 2013, 2015 et 2018 (Alejandro Valverde)
    - Classement du combiné : 2003, 2009, 2012 (Alejandro Valverde) et 2016 (Nairo Quintana)
    -  Meilleur jeune : 2010 (Enric Mas)

## Principaux coureurs depuis les débuts
Ce tableau présente les résultats obtenus au sein de l'équipe par une sélection de coureurs qui se sont distingués soit par le rôle de leader ou de capitaine de route qui leur a été attribué pendant tout ou partie de leur passage dans l'équipe, leur longévité au sein de celle-ci, soit en remportant une course majeure pour l'équipe, soit encore par leur place dans l'histoire du cyclisme en général. La majorité des coureurs cités se distinguent par plusieurs de ces caractéristiques.
| Nom                        | Naissance | Nationalité     | Arrivée   | Départ    | Résultats |
| -------------------------- | --------- | --------------- | --------- | --------- | --- |
| Eduardo Chozas             | 1960      | Espagne         | 1985      | 1985      | 1 étape du Tour de France (1985) |
| Carlos Hernández Bailo     | 1958      | Espagne         | 1981      | 1986      | 1 étape du Tour d'Espagne (1983) |
| Jesús Hernández Úbeda      | 1959      | Espagne         | 1981      | 1988      | 2 étapes du Tour d'Espagne (1982, 1983) |
| Ángel Arroyo               | 1956      | Espagne         | 1982 1986 | 1984 1989 | 2 étapes du Tour de France (1983, 1984) 1 étape du Tour d'Espagne (1982) 2e du Tour de France (1983) |
| José-Louis Laguia Martínez | 1959      | Espagne         | 1980 1988 | 1986 1989 | Meilleur grimpeur du Tour d'Espagne (1981, 1982, 1983, 1985, 1986) Tour du Pays-Basque (1982) 4 étapes du Tour d'Espagne (3x 1982, 1983) 2 étapes du Tour de Catalogne (1982) 1 étape du Tour du Pays Basque (1985) |
| Marc Gomez                 | 1954      | France          | 1986 1989 | 1987 1989 | 2 étapes du Tour d'Espagne (1986) |
| Dominique Arnaud           | 1959      | France          | 1980 1986 | 1980 1991 | 2 étapes du Tour d'Espagne (1980, 1987) 1 étape du Tour de Catalogne (1986) |
| Julián Gorospe             | 1960      | Espagne         | 1982      | 1994      | Tour du Pays basque (1983, 1990) 4 étapes du Tour du Pays basque (1982, 1983, 1984, 1990) 2 étapes du Tour d'Espagne (1984) 1 étape du Tour de Catalogne (1983) 1 étape du Tour de France (1986) |
| Jean-François Bernard      | 1962      | France          | 1991      | 1994      | Paris-Nice (1992) 1 étape de Paris-Nice (1992) 1 étape du Tour de Catalogne (1992) |
| Pedro Delgado              | 1960      | Espagne         | 1982 1988 | 1985 1994 | Tour de France (1988) Tour d'Espagne (1989) 4 étapes du Tour d'Espagne (3x 1989, 1992) 1 étape du Tour de France (1988) 2e du Tour d'Espagne (1990) 3e du Tour d'Espagne (1992, 1994) 3e du Tour de France (1989) |
| Mikel Zarrabeitia          | 1970      | Espagne         | 1994      | 1995      | 2e du Tour d'Espagne (1994) |
| Miguel Indurain            | 1964      | Espagne         | 1984      | 1996      | Champion du monde de contre-la-montre (1995) Tour de France (1991, 1992, 1993, 1994, 1995) Tour d'Italie (1992, 1993) Tour de Catalogne (1988, 1991, 1992) Paris-Nice (1989, 1990) Critérium du Dauphiné (1995, 1996) Classique San Sebastian (1990) 10 étapes du Tour de France (1990, 2x 1991, 3x 1992, 2x 1993, 1994, 2x 1995) 4 étapes du Tour d'Italie (2x 1992, 2x 1993) 3 étapes du Critérium du Dauphiné (1995, 2x 1996) 2 étapes du Tour de Catalogne (1988, 1991) 1 étape du Tour d'Espagne (1989) 1 étape de Paris-Nice (1990) 1 étape du Tour du Pays-Basque (1990) 1 étape du Tour de Romandie (1992) 2e du Tour d'Espagne (1991) 3e du Tour d'Italie (1994) |
| Armand De Las Cuevas       | 1968      | France          | 1989 1997 | 1993 1998 | Critérium du Dauphiné (1998) 1 étape du Tour de Romandie (1992) 1 étape de Paris-Nice (1993) |
| Marino Alonso              | 1965      | Espagne         | 1990      | 1998      | 2 étapes du Tour d'Espagne (1993, 1994) |
| Abraham Olano              | 1970      | Espagne         | 1997      | 1998      | Champion du monde de contre-la-montre (1998) Tour d'Espagne (1998) 1 étape du Critérium du Dauphiné (1997) 1 étape du Tour de France (1997) 1 étape du Tour d'Espagne (1998) |
| Miguel Ángel Peña          | 1970      | Espagne         | 1997      | 1999      | 1 étape du Critérium du Dauphiné (1998) |
| Manuel Beltrán             | 1971      | Espagne         | 1997      | 1999      | Tour de Catalogne (1999) 1 étape du Tour de Catalogne (1999) |
| Aitor Garmendia            | 1968      | Espagne         | 1991 1998 | 1995 2000 | 1 étape du Tour de Catalogne (1994) |
| Alex Zülle                 | 1968      | Suisse          | 1999      | 2000      | 2 étapes du Tour d'Espagne (1999, 2000) 2e du Tour de France (1999) |
| José María Jiménez         | 1971      | Espagne         | 1992      | 2002      | Meilleur grimpeur du Tour d'Espagne (1997, 1998, 1999, 2001) Meilleur sprinteur du Tour d'Espagne (2001) Tour de Catalogne (2000) 9 étapes du Tour d'Espagne (1997, 4x 1998, 1999, 3x 2001) 3 étapes du Tour de Catalogne (1995, 2x 2000) 1 étape du Critérium du Dauphiné (1998) 3e du Tour d'Espagne (1998) |
| Santiago Blanco            | 1974      | Espagne         | 1994 2001 | 1997 2002 | 2 étapes du Tour d'Espagne (2001, 2002) |
| Eladio Jiménez             | 1976      | Espagne         | 1998      | 2003      | 1 étape du Tour d'Espagne (2000) |
| Juan Miguel Mercado        | 1978      | Espagne         | 2001      | 2003      | 1 étape du Tour d'Espagne (2001) 1 étape du Critérium du Dauphiné (2003) |
| Juan Antonio Flecha        | 1977      | Espagne         | 2002      | 2003      | 1 étape du Tour de France (2003) |
| Denis Menchov              | 1978      | Russie          | 2001      | 2004      | Meilleur jeune du Tour de France (2003) Tour du Pays basque (2004) 1 étape du Critérium du Dauphiné (2002) 1 étape du Tour du Pays basque (2004) 1 étape de Paris-Nice (2004) 1 étape du Tour d'Espagne (2004) |
| Aitor Osa                  | 1973      | Espagne         | 1997      | 2005      | Meilleur grimpeur du Tour d'Espagne (2002) Tour du Pays Basque (2002) 1 étape du Tour du Pays Basque (2002) |
| Unai Osa                   | 1975      | Espagne         | 1997      | 2005      | 3e du Tour d'Italie (2001) |
| Francisco Mancebo          | 1976      | Espagne         | 1998      | 2005      | Meilleur jeune du Tour de France (2000) 1 étape du Tour d'Espagne (2005) 3e du Tour d'Espagne (2004) |
| Isaac Gálvez               | 1975      | Espagne         | 2004      | 2006      | 1 étape du Tour de Catalogne (2004) |
| Vicente Reynés             | 1981      | Espagne         | 2004      | 2007      | 1 étape de Paris-Nice (2005) |
| Vladimir Efimkin           | 1981      | Russie          | 2006      | 2007      | 1 étape du Tour d'Espagne (2007) |
| Joan Horrach               | 1974      | Espagne         | 2004      | 2008      | 1 étape du Tour d'Italie (2006) |
| Joaquim Rodríguez          | 1979      | Espagne         | 2006      | 2009      | 2 étapes de Tirreno-Adriatico (2008, 2009) 1 étape de Paris-Nice (2006) |
| Óscar Pereiro              | 1977      | Espagne         | 2006      | 2009      | Tour de France (2006) |
| Luis León Sánchez          | 1983      | Espagne         | 2007      | 2010      | Paris-Nice (2009) Classique de Saint-Sébastien (2010) 3 étapes de Paris-Nice (2007, 2008, 2009) 1 étape du Tour de France (2008) 1 étape du Tour du Pays basque (2009) 1 étape du Tour de France (2009) 1 étape du Tour Down Under (2010) |
| José Vicente García Acosta | 1972      | Espagne         | 1994      | 2011      | 2 étapes du Tour d'Espagne (1997, 2002) 1 étape du Tour de France (2000) |
| Mauricio Soler             | 1983      | Colombie        | 2010      | 2011      | 1 étape du Tour de Suisse (2011) |
| David Arroyo               | 1980      | Espagne         | 2005      | 2012      | 1 étape du Tour d'Espagne (2008) 2e du Tour d'Italie (2010) |
| David López                | 1981      | Espagne         | 2007      | 2012      | 1 étape du Tour d'Espagne (2010) |
| Vasil Kiryienka            | 1981      | Biélorussie     | 2009      | 2012      | 1 étape du Tour du Pays basque (2011) 1 étape du Tour d'Italie (2011) |
| Rui Costa                  | 1986      | Portugal        | 2009      | 2013      | Champion du monde (2013) Tour de Suisse (2012, 2013) Grand Prix de Montréal (2011) 4 étapes du Tour de Suisse (2010, 2012, 2x 2013) 3 étapes du Tour de France (2011, 2x 2013) 2e de la Bretagne Classic (2012) 3e du Tour de Romandie (2012, 2013) 3e du Grand Prix de Québec (2012) |
| Vladimir Karpets           | 1980      | Russie          | 2003 2012 | 2008 2013 | Meilleur jeune du Tour de France (2004) Tour de Suisse (2007) Tour de Catalogne (2007) |
| José Iván Gutiérrez        | 1978      | Espagne         | 2002      | 2014      | Benelux Tour (2007, 2008) 1 étape du Benelux Tour (2008) |
| Pablo Lastras              | 1976      | Espagne         | 1998      | 2015      | 3 étapes du Tour d'Espagne (2x 2002, 2011) 1 étape du Tour d'Italie (2001) 1 étape du Tour de France (2003) 1 étape du Tour de Suisse (2005) 1 étape de l'Eneco Tour (2007) |
| Beñat Intxausti            | 1986      | Espagne         | 2011      | 2015      | Tour de Beijing (2013) 2 étapes du Tour d'Italie (2013, 2015) 1 étape du Tour de France (2013) 1 étape du Tour de Pékin (2013) 3e du Tour de Pologne (2014) |
| Francisco Ventoso          | 1982      | Espagne         | 2011      | 2016      | 1 étape du Tour Down Under (2011) 2 étapes du Tour d'Italie (2011, 2012) |
| Giovanni Visconti          | 1983      | Italie          | 2012      | 2016      | Meilleur grimpeur du Tour d'Italie (2015) 2 étapes du Tour d'Italie (2013) |
| Javier Moreno              | 1984      | Espagne         | 2012      | 2016      | 2e du Tour Down Under (2013) |
| Ion Izagirre               | 1989      | Espagne         | 2014      | 2016      | Tour de Pologne (2015) 1 étape du Tour de Romandie (2016) 1 étape du Tour de Suisse (2016) 1 étape du Tour de France (2016) 2e du Tour de Suisse (2016) 2e du Tour de Pologne (2014) 3e du Tour de Romandie (2016) |
| Juan José Lobato           | 1988      | Espagne         | 2014      | 2016      | 1 étape du Tour Down Under (2015) |
| Jesús Herrada              | 1990      | Espagne         | 2011      | 2017      | 1 étape du Critérium du Dauphiné (2016) 2e du Grand Prix de Montréal (2017) |
| Jonathan Castroviejo       | 1987      | Espagne         | 2012      | 2017      | Championnat d'Europe du contre-la-montre (2016) |
| Alex Dowsett               | 1988      | Grande-Bretagne | 2013      | 2017      | 1 étape du Tour d'Italie (2013) 1 étape du Tour de Pologne (2016) |
| Adriano Malori             | 1988      | Italie          | 2014      | 2017      | 2 étapes de Tirreno-Adriatico (2014, 2015) 1 étape du Tour d'Espagne (2014) |
| Andrey Amador              | 1986      | Costa Rica      | 2009      | 2019      | 1 étape du Tour d'Italie (2012) |
| Nairo Quintana             | 1990      | Colombie        | 2012      | 2019      | Tour d'Italie (2014) Tour d'Espagne (2016) Meilleur grimpeur du Tour de France (2013) Meilleur jeune du Tour de France (2013, 2015) Meilleur jeune du Tour d'Italie (2014) Classement du combiné du Tour d'Espagne (2016) Tour du Pays basque (2013) Tirreno-Adriatico (2015, 2017) Tour de Catalogne (2016) Tour de Romandie (2016) 3 étapes du Tour d'Italie (2x 2014, 2017) 3 étapes du Tour de France (2013, 2018, 2019) 2 étapes de Tirreno-Adriatico (2015, 2017) 2 étapes du Tour d'Espagne (2016, 2019) 1 étape du Critérium du Dauphiné (2012) 1 étape du Tour du Pays Basque (2013) 1 étape du Tour de Catalogne (2013) 1 étape du Tour de Romandie (2016) 1 étape du Tour de Suisse (2018) 2e du Tour de France (2013, 2015) 2e du Tour d'Italie (2017) 3e du Tour de France (2016) 2e de Paris-Nice (2019) 2e du Tour de Catalogne (2018) 2e de Tirreno-Adriatico (2014) 3e du Tour de Suisse (2018) 3e du Tour du Pays basque (2016) |
| Richard Carapaz            | 1993      | Équateur        | 2017      | 2019      | Tour d'Italie (2019) 3 étapes du Tour d'Italie (2018, 2x 2019) |
| Mikel Landa                | 1989      | Espagne         | 2018      | 2019      | 1 étape de Tirreno-Adriatico (2018) 2e du Tour du Pays basque (2018) |
| Marc Soler                 | 1993      | Espagne         | 2015      | 2021      | Paris-Nice (2018) 1 étape du Tour d'Espagne (2020) 1 étape du Tour de Romandie (2021) 3e du Tour de Catalogne (2017) |
| Miguel Ángel López         | 1994      | Colombie        | 2021      | 2021      | 1 étape du Tour de France (2021) |
| Alejandro Valverde         | 1980      | Espagne         | 2005      | 2022      | Champion du monde (2018) Tour d'Espagne (2009) Meilleur sprinteur du Tour d'Espagne (2012, 2013, 2015, 2018) Classement du combiné du Tour d'Espagne (2003, 2009, 2012) Critérium du Dauphiné (2008, 2009) Tour de Catalogne (2009, 2017, 2018) Tour de Romandie (2010) Tour du Pays Basque (2017) Abu Dhabi Tour (2018) Liège-Bastogne-Liège (2006, 2008, 2015, 2017) Flèche wallonne (2006, 2014, 2015, 2016, 2017) Classique San Sebastian (2008, 2014) 9 étapes du Tour de Catalogne (2009, 3x 2015, 3x 2017, 2x 2018) 8 étapes du Tour d'Espagne (2006, 2008, 2x 2012, 2014, 2015, 2x 2018, 2019) 6 étapes du Tour du Pays Basque (2x 2005, 2006, 2x 2010, 2017) 4 étapes du Tour de France (2005, 2x 2008, 2012) 3 étapes du Critérium du Dauphiné (2x 2008, 2021) 2 étapes de Paris-Nice (2005, 2012) 2 étapes du Tour de Romandie (2006, 2010) 1 étape du Tour Down Under (2012) 1 étape du Tour d'Italie (2016) 1 étape de l'Abu Dhabi Tour (2018) 1 étape de l'UAE Tour (2019) 2e du Tour d'Espagne (2006, 2012, 2019) 2e du Tour de France (2015) 3e du Tour d'Espagne (2013, 2014) 3e du Tour d'Italie (2016) 2e de la Flèche wallonne (2018, 2022) 2e des Strade Bianche (2022) 2e du Tour de Lombardie (2013, 2014, 2019) 2e du Tour des Émirats arabes unis (2019) 2e de l'Amstel Gold Race (2013, 2015) 2e de Liège-Bastogne-Liège (2014) 2e de la Classique de Saint-Sébastien (2013) 2e du Tour Down Under (2012) 3e de la Flèche wallonne (2021) 3e Classique de Saint-Sébastien (2015, 2016) 3e de Liège-Bastogne-Liège (2013) 3e de Paris-Nice (2012) |
| Imanol Erviti              | 1983      | Espagne         | 2005      | 2023      | 2 étapes du Tour d'Espagne (2008, 2010) |
| José Joaquín Rojas         | 1985      | Espagne         | 2007      | 2023      | 1 étape du Tour de Catalogne (2011) 1 étape du Tour du Pays basque (2012) |
| Gorka Izagirre             | 1987      | Espagne         | 2014 2022 | 2017 2023 | 1 étape du Tour d'Italie (2017) |
| Carlos Verona              | 1992      | Espagne         | 2019      | 2023      | 1 étape du Critérium du Dauphiné (2022) |
| Matteo Jorgenson           | 1999      | États-Unis      | 2020      | 2023      | 2e du Tour de Romandie (2023) |
| Alex Aranburu              | 1995      | Espagne         | 2022      | 2024      | 2e de l'Eschborn-Francfort (2024) 3e du Grand Prix de Montréal (2023) |
| Oier Lazkano               | 1999      | Espagne         | 2022      | 2024      | 2° d'À travers les Flandres (2023) |
| Enric Mas                  | 1995      | Espagne         | 2020      |           | Meilleur jeune du Tour d'Espagne (2020) 2e du Tour d'Espagne (2021, 2022) 3e du Tour d'Espagne (2024) 2e du Tour du Pays basque (2025) 3e du Tour de Catalogne (2025) 2e du Tour de Lombardie (2022) |
| Einer Rubio                | 1998      | Colombie        | 2020      |           | 1 étape de l'UAE Tour (2023) 1 étape du Tour d'Italie (2023) |
| Fernando Gaviria           | 1994      | Colombie        | 2023      |           | 1 étape du Tour de Romandie (2023) |
| Javier Romo                | 1999      | Espagne         | 2024      |           | 1 étape du Tour Down Under (2025) 2e du Tour Down Under (2025) |
| Pelayo Sánchez             | 2000      | Espagne         | 2024      |           | 1 étape du Tour d'Italie (2024) |

## Movistar en 2025
| Effectif 2025                      | Effectif 2025     | Effectif 2025 | Effectif 2025                            |
| Cycliste                           | Date de naissance | Pays          | Équipe précédente                        |
| ---------------------------------- | ----------------- | ------------- | ---------------------------------------- |
| Jorge Arcas                        | 8 juillet 1992    | Espagne       | Lizarte (2015)                           |
| Orluis Aular                       | 5 novembre 1996   | Venezuela     | Caja Rural-Seguros RGA (2024)            |
| Jon Barrenetxea                    | 20 avril 2000     | Espagne       | Caja Rural-Seguros RGA (2023)            |
| William Barta                      | 4 janvier 1996    | États-Unis    | EF Education-Nippo (2021)                |
| Carlos Canal                       | 28 juin 2001      | Espagne       | Euskaltel-Euskadi (2023)                 |
| Pablo Castrillo                    | 2 janvier 2001    | Espagne       | Equipo Kern Pharma (2024)                |
| Jefferson Cepeda                   | 3 mars 1996       | Équateur      | Caja Rural-Seguros RGA (2024)            |
| Davide Cimolai                     | 13 août 1989      | Italie        | Cofidis (2023)                           |
| Davide Formolo                     | 25 octobre 1992   | Italie        | UAE Team Emirates (2023)                 |
| Iván García Cortina                | 20 novembre 1995  | Espagne       | Bahrain McLaren (2020)                   |
| Ruben Guerreiro                    | 6 juillet 1994    | Portugal      | EF Education-EasyPost (2022)             |
| Enric Mas                          | 7 janvier 1995    | Espagne       | Deceuninck-Quick Step (2019)             |
| Lorenzo Milesi                     | 19 mars 2002      | Italie        | Team DSM-Firmenich (2023)                |
| Manlio Moro                        | 17 mars 2002      | Italie        | Zalf Euromobil Fior (2023)               |
| Gregor Mühlberger                  | 4 avril 1994      | Autriche      | Bora-Hansgrohe (2020)                    |
| Mathias Norsgaard                  | 5 mai 1997        | Danemark      | Riwal Readynez (2019)                    |
| Nélson Oliveira                    | 6 mars 1989       | Portugal      | Lampre-Merida (2015)                     |
| Antonio Pedrero                    | 23 octobre 1991   | Espagne       | Inteja-MMR Dominican cycling team (2015) |
| Diego Pescador                     | 21 décembre 2004  | Colombie      | GW Shimano (2024)                        |
| Iván Romeo                         | 16 août 2003      | Espagne       | Hagens Berman Axeon (2022)               |
| Javier Romo                        | 6 janvier 1999    | Espagne       | Astana Qazaqstan Team (2023)             |
| Einer Rubio                        | 22 février 1998   | Colombie      | Aran Vejus (2019)                        |
| Pelayo Sánchez                     | 27 mars 2000      | Espagne       | Burgos-BH (2023)                         |
| Gonzalo Serrano                    | 17 août 1994      | Espagne       | Caja Rural-Seguros RGA (2020)            |
| Natnael Tesfatsion                 | 23 mai 1999       | Érythrée      | Lidl-Trek (2024)                         |
| Albert Torres                      | 26 avril 1990     | Espagne       | Inteja-Dominican cycling team (2018)     |
| Fernando Gaviria                   | 19 août 1994      | Colombie      | UAE Team Emirates (2022)                 |
| Nairo Quintana                     | 4 février 1990    | Colombie      | Arkéa-Samsic (2022)                      |
| Michel Hessmann (15 janv.–31 déc.) | 6 avril 2001      | Allemagne     | Team Visma \| Lease a Bike (2024)        |
|                                    |                   |               |                                          |
| Source : ProCyclingStats           |                   |               |                                          |

| Victoires | Victoires                                                                   | Victoires | Victoires | Victoires        | Victoires |
| Date      | Course                                                                      | Pays      | Classe    | Vainqueur        |           |
| --------- | --------------------------------------------------------------------------- | --------- | --------- | ---------------- | --------- |
| 23 janv.  | 3e étape du Tour Down Under                                                 | Australie | 2.UWT     | Javier Romo      |           |
| 31 janv.  | Contre-la-montre masculin aux championnats d'Équateur de cyclisme sur route | Équateur  | CN        | Jefferson Cepeda |           |
| 7 fév.    | 3e étape du Tour de la Communauté valencienne                               | Espagne   | 2.Pro     | Iván Romeo       |           |
| 23 fév.   | 5e étape du Tour d'Andalousie                                               | Espagne   | 2.Pro     | Jon Barrenetxea  |           |

## Saisons précédentes
| - Illes Balears-Caisse d'Épargne en 2005 - Caisse d'Épargne-Illes Balears en 2006 - Caisse d'Épargne en 2007 - Caisse d'Épargne en 2008 - Caisse d'Épargne en 2009 - Caisse d'Épargne en 2010 - Movistar en 2011 | - Movistar en 2012 - Movistar en 2013 - Movistar en 2014 - Movistar en 2015 - Movistar en 2016 - Movistar en 2017 - Movistar en 2018 | - Movistar en 2019 - Movistar en 2020 - Movistar en 2021 - Movistar en 2022 - Movistar en 2023 - Movistar en 2024 - Movistar en 2025 |

### Sources
- Antoine Riche, « Les Français chez José Miguel Echevarri », sur le site Cyclismag, 12 et 15 novembre 2006.
- Antoine Riche, « La ruée vers l'Espagne », sur le site Cyclismag, 19 février 2007.